# Bleurville
Bleurville est une commune française située dans le département des Vosges, en région Grand Est.

## Géographie

### Localisation
Bleurville est située dans la région naturelle de la Vôge, dans le pays des Trois Provinces (Lorraine, Champagne, Franche-Comté), terre des sources de la Saône riche en pâturages, en forêts de hêtres et de chênes…, à 15 km à vol d'oiseau au sud de Contrexéville, 38 km au sud-ouest d'Épinal, 27 km au nord de Jussey et 50 km , et 61 km à  l'est de Chaumont (Haute-Marne).
La commune se trouve dans l'aire d'attraction de Vittel - Contrexéville, dans la zone d'emploi d'Épinal et dans le bassin de vie de Vesoul Jussey.

### Communes limitrophes
Le territoire communal est limitrophe des communes de Monthureux-sur-Saône, Tignécourt, Serocourt, Marey, Viviers-le-Gras, Provenchères-lès-Darney, Nonville et Attigny.

### Géologie et relief
La superficie de la commune est de 20,25 km2 ; son altitude varie de 248  à   383 mètres.
Son territoire est couvert en grande partie de forêts de hêtres et de chênes. Son sous-sol est constitué de grès bigarré et de granit au nord-ouest et de calcaire au sud-ouest.

### Sismicité
Commune située dans une zone 2 de sismicité faible.

### Hydrographie

#### Réseau hydrographique

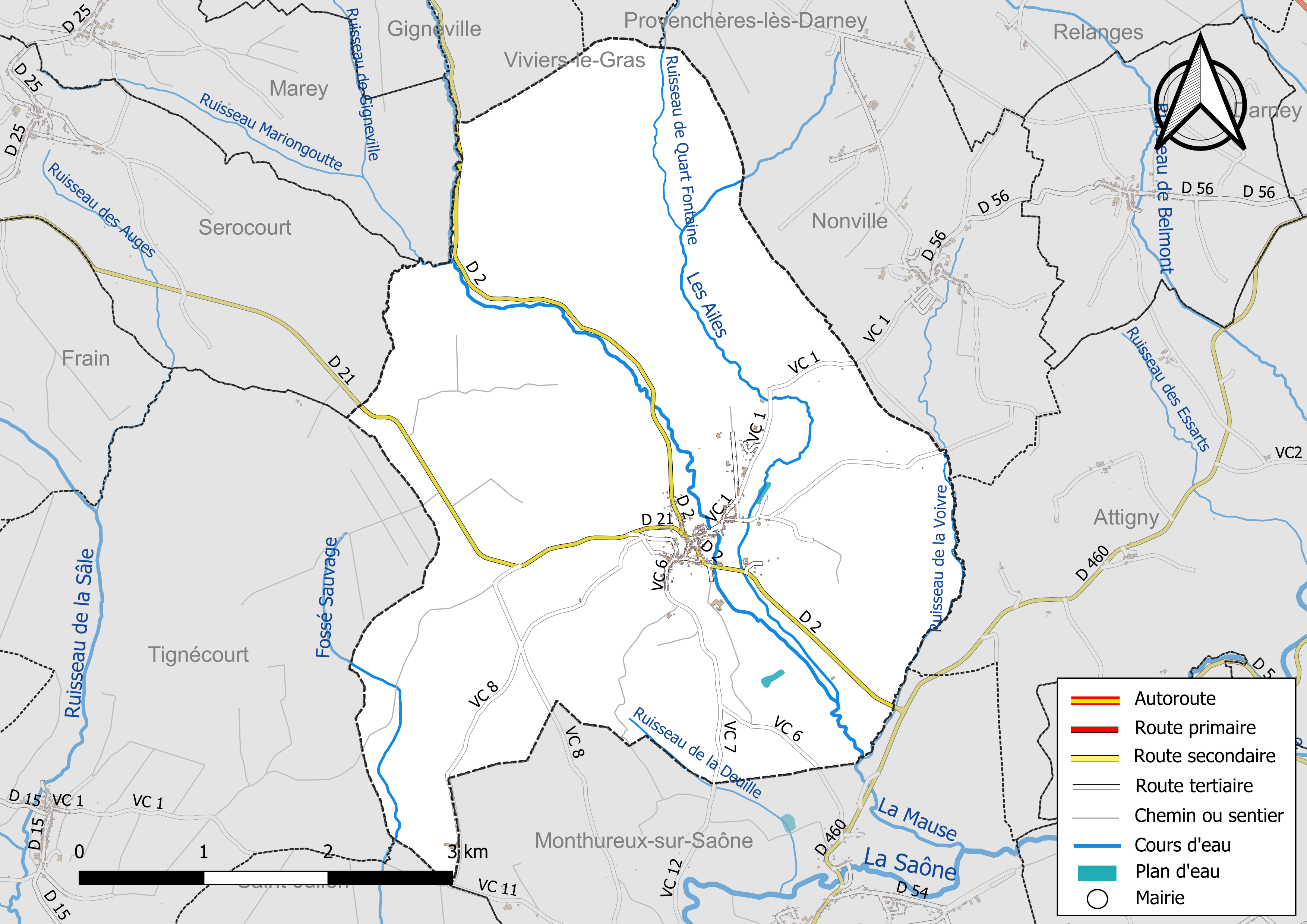
Réseaux hydrographique et routier de Bleurville.

La commune est située dans le bassin versant de la Saône au sein du bassin Rhône-Méditerranée-Corse. Elle est drainée par la Mause, le fossé Sauvage, Les Ailes, le ruisseau de la Deuille, le ruisseau de la Voivre, le ruisseau de Quart Fontaine et le ruisseau Mariongoutte.
La Mause (ou "le Gras", nom du ruisseau dans la traversée du territoire de Bleurville), d'une longueur totale de 16,7 km, prend sa source dans la commune de Gignéville, serpente dans la forêt de Belle-Perche et de Beaumont avant de se jeter  dans la Saône à Monthureux-sur-Saône, après avoir traversé cinq communes.

#### Gestion et qualité des eaux
Le territoire communal est couvert par le schéma d'aménagement et de gestion des eaux (SAGE) « Nappe des Grès du Trias Inférieur ». Ce document de planification, dont le territoire comprend le périmètre de la zone de répartition des eaux de la nappe des Grès du trias inférieur (GTI), d'une superficie de 1 497 km2, est en cours d'élaboration. L’objectif poursuivi est de stabiliser les niveaux piézométriques de la nappe des GTI et atteindre l'équilibre entre les prélèvements et la capacité de recharge de la nappe. Il doit être cohérent avec les objectifs de qualité définis dans les SDAGE Rhin-Meuse et Rhône-Méditerranée. La structure porteuse de l'élaboration et de la mise en œuvre est le conseil départemental des Vosges.
La qualité des eaux de baignade et des cours d’eau peut être consultée sur un site dédié géré par les agences de l’eau et l’Agence française pour la biodiversité.

### Climat
Pour des articles plus généraux, voir Climat du Grand Est et Climat des Vosges.
En 2010, le climat de la commune est de type climat des marges montargnardes, selon une étude du Centre national de la recherche scientifique s'appuyant sur une série de données couvrant la période 1971-2000. En 2020, Météo-France publie une typologie des climats de la France métropolitaine dans laquelle la commune est dans une zone de transition entre le climat océanique altéré et le climat océanique altéré et est dans la région climatique Lorraine, plateau de Langres, Morvan, caractérisée par un hiver rude (1,5 °C), des vents modérés et des brouillards fréquents en automne et hiver.
Pour la période 1971-2000, la température annuelle moyenne est de 9,8 °C, avec une amplitude thermique annuelle de 17 °C. Le cumul annuel moyen de précipitations est de 934 mm, avec 12,7 jours de précipitations en janvier et 9,6 jours en juillet. Pour la période 1991-2020, la température moyenne annuelle observée sur la station météorologique de Météo-France la plus proche, « Lignéville », sur la commune de Lignéville à 12 km à vol d'oiseau, est de 10,3 °C et le cumul annuel moyen de précipitations est de 856,3 mm. 
La température maximale relevée sur cette station est de 38,7 °C, atteinte le 25 juillet 2019 ; la température minimale est de −17,5 °C, atteinte le 20 décembre 2009,,.
Les paramètres climatiques de la commune ont été estimés pour le milieu du siècle (2041-2070) selon différents scénarios d'émission de gaz à effet de serre à partir des nouvelles projections climatiques de référence DRIAS-2020. Ils sont consultables sur un site dédié publié par Météo-France en novembre 2022.

### Milieux naturels et biodiversité
Le Ruisseau de Biocourt est classé espace naturel sensible (ENS) depuis 2012, ce petit cours d'eau de bonne qualité, en tête de bassin de la Saône, abrite une population d'écrevisses à pieds blancs, protégées au niveau national et inscrites à l'annexe II de la directive habitat européenne. L'environnement du ruisseau est composé en grande partie par une aulnaie-frênaie de grande taille qui constitue un habitat d'intérêt européen.

## Urbanisme

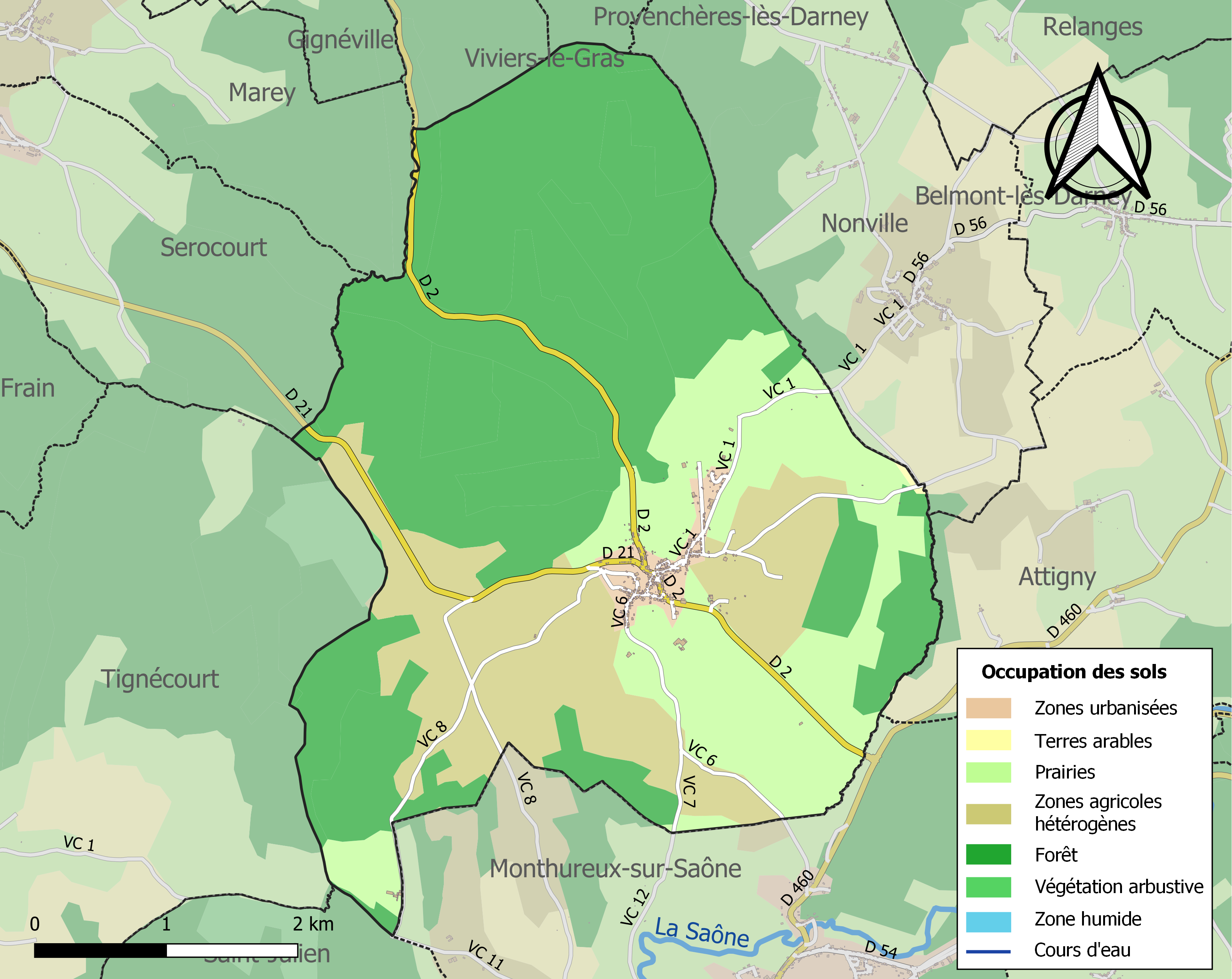
Carte des infrastructures et de l'occupation des sols de la commune en 2018 (CLC).

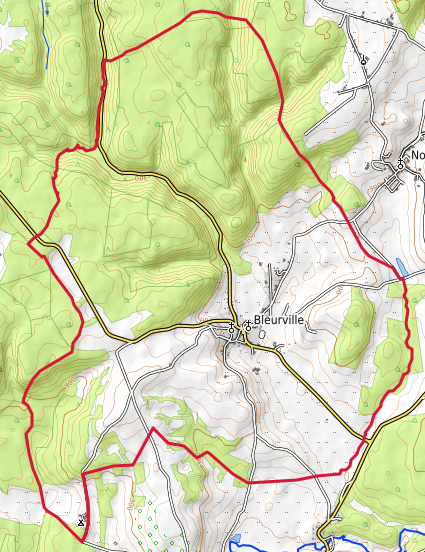
Carte topographique de la commune.

### Typologie
Au 1er janvier 2024, Bleurville est catégorisée commune rurale à habitat dispersé, selon la nouvelle grille communale de densité à sept niveaux définie par l'Insee en 2022.
Elle est située hors unité urbaine. Par ailleurs la commune fait partie de l'aire d'attraction de Vittel - Contrexéville, dont elle est une commune de la couronne,. Cette aire, qui regroupe 72 communes, est catégorisée dans les aires de moins de 50 000 habitants,.

### Occupation des sols
L'occupation des sols de la commune, telle qu'elle ressort de la base de données européenne d’occupation biophysique des sols Corine Land Cover (CLC), est marquée par l'importance des forêts et milieux semi-naturels (54,7 % en 2018), une proportion sensiblement équivalente à celle de 1990 (54,3 %). La répartition détaillée en 2018 est la suivante : 
forêts (54,7 %), prairies (22 %), zones agricoles hétérogènes (21,1 %), zones urbanisées (2,1 %), terres arables (0,1 %). L'évolution de l’occupation des sols de la commune et de ses infrastructures peut être observée sur les différentes représentations cartographiques du territoire : la carte de Cassini (XVIIIe siècle), la carte d'état-major (1820-1866) et les cartes ou photos aériennes de l'IGN pour la période actuelle (1950 à aujourd'hui).

### Lieux-dits, hameaux et écarts
- les fermes du Neufmont (ou Neumont) : ancienne verrerie du XVe siècle située en forêt entre Bleurville et Viviers-le-Gras. Aujourd'hui ruinées.
- la ferme du Bignovre : située aux confins du territoire communal proche de Monthureux-sur-Saône, elle accueille aujourd'hui un centre équestre et une maison d'hôtes.
- le moulin de la Voivre : situé dans la prairie sur le ruisseau du Gras, le site accueillit un moulin puis une tournerie de meules, une scierie puis une ferme agricole. Aujourd'hui ruinée.
- la ferme du Haut-Bois : rattachée administrativement à la commune de Tignécourt. Installée dans une clairière, cette ancienne verrerie du XVe siècle sera transformée en ferme agricole. Ruinée à la suite d'un incendie en 1966.

### Habitat et logement
En 2021, le nombre total de logements dans la commune était de 193, alors qu'il était de 204 en 2016 et de 192 en 2011.
Parmi ces logements, 74,2 % étaient des résidences principales, 8,1 % des résidences secondaires et 17,6 % des logements vacants. Ces logements étaient pour 96,4 % d'entre eux des maisons individuelles et pour 3,6 % des appartements.
Le tableau ci-dessous présente la typologie des logements à Bleurville en 2021 en comparaison avec celle des Vosges et de la France entière. Une caractéristique marquante du parc de logements est ainsi la faible proportion des résidences secondaires et logements occasionnels (8,1 %) par rapport au département (10,1 %) et à la France entière (9,7 %).
| Typologie                                               | Bleurville | Vosges | France entière |
| ------------------------------------------------------- | ---------- | ------ | -------------- |
| Résidences principales (en %)                           | 74,2       | 78,9   | 82,2           |
| Résidences secondaires et logements occasionnels (en %) | 8,1        | 10,1   | 9,7            |
| Logements vacants (en %)                                | 17,6       | 11     | 8,1            |

### Voies de communications et transports

#### Voies routières
- Autoroute A31 : Échangeurs Bulgnéville, Robécourt.
- La commune se trouve aux carrefours des routes départementales D 2 et D 21. Les archéologues ont repéré sur son territoire une portion de voie romaine : il s'agit de l'ancienne « voie de Darney » que l'on peut toujours emprunter en partie, du Chêne des Saints en direction des Regnoncourt, puis la voie se perd sur le territoire de Nonville et Belmont-lès-Darney pour rejoindre l'actuelle D 460 en direction de Darney. Par ailleurs, un chemin vicinal est dénommé « chemin des Espagnols » en souvenir du passage des troupes hispaniques stationnées en Franche-Comté qui, au cours du XVIe siècle, rejoignaient les Pays-Bas espagnols en traversant le duché de Lorraine.

#### Transports en commun

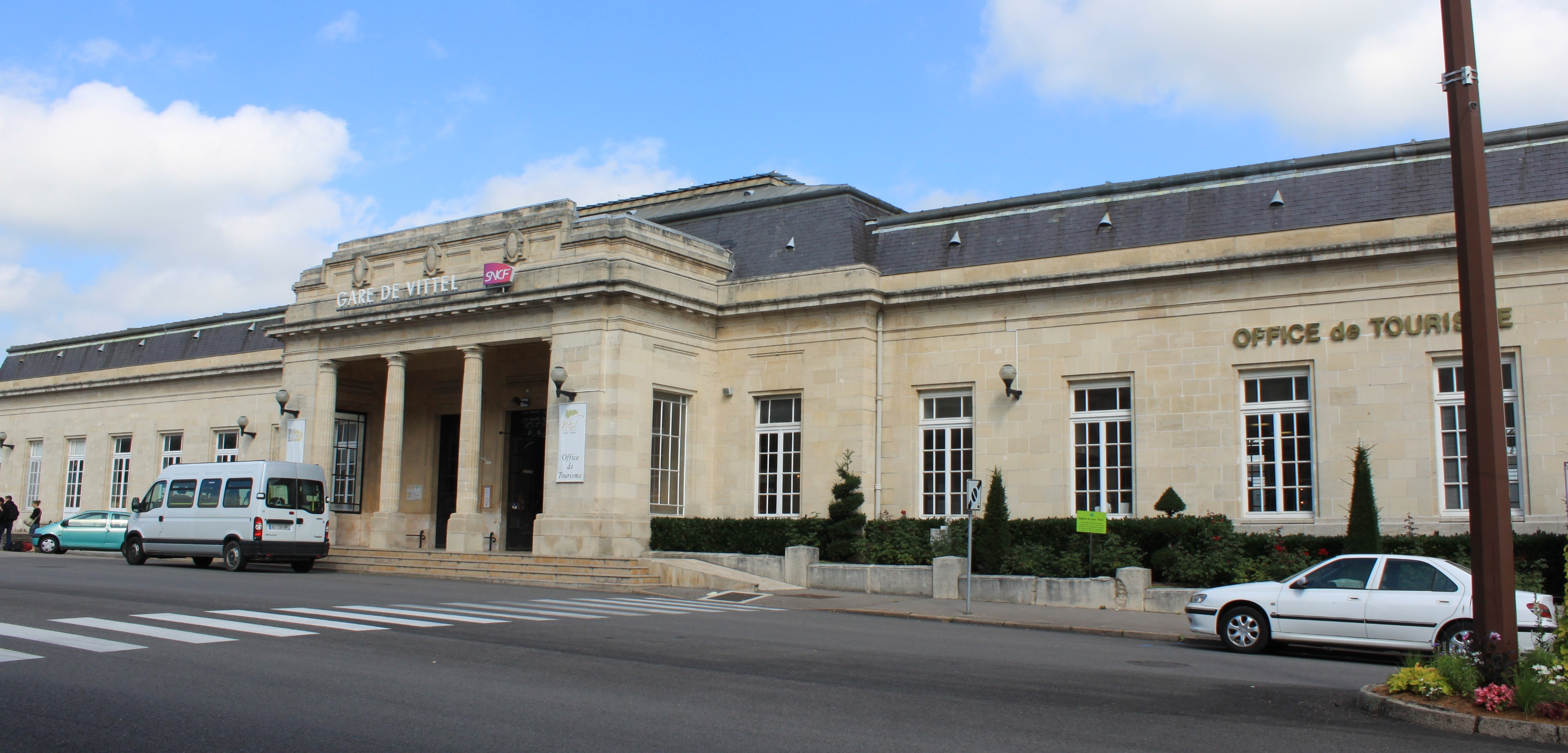
Gare de Vittel.

- Fluo Grand Est.

Elle est desservie par le réseau de transport en commun des Vosges Livo.

#### Lignes SNCF
- Gare de Contrexéville
- Gare de Vittel

### Risques naturels et technologiques

#### Sismicité
La commune se situe dans une zone de sismicité faible,.

## Toponymie
Le nom de la localité est attesté sous les formes « Bledericivilla… in comitatu Sanctensi, Bliderici villam » (1050) ; Blerivilla (XIIe siècle) ; Blureville (1255) ; Burevelle (1468) ; Bleurville (1470) ; Bureville (1494) ; Bleureville (1494) ; Blurville (1553) ; Beurville (1554) ; Blurevilla (1557) ; Beurreville (1612) ; Blerville (1656) ; Bierville (XVIIe siècle).

## Histoire

### Préhistoire
Le site de Bleurville est occupé depuis l'époque préhistorique. Un atelier de taille d'outils daté de 300 000 av. J.-C. a été découvert au lieu-dit Rosière, proche de la Grande-Croix. Cette station de surface, surplombant les rives de la Saône, a attiré les premiers habitants en raison de son exposition plein sud et de son dégagement forestier.
À l'époque néolithique, la présence humaine nous est connue grâce à un lieu de culte celtique dédié au soleil. En effet, les Roches du Mulot, situées dans la vallée boisée du Gras entre Bleurville et Viviers-le-Gras, présentent des traces d'un culte solaire (svastika notamment). Elles furent christianisées durant le haut Moyen Âge : de multiples croix pattées sont gravées dans le grès.
Endroit magique fréquenté tout au long des siècles, les roches du Mulot (du patois « lo mulot » = le mulet) étaient encore au XIXe siècle le lieu de rencontre privilégié des amoureux. Selon la tradition locale, si la jeune fille qui mettait ses pieds dans les empreintes humaines gravées dans la pierre faisait trois tours sur elle-même, elle se mariait dans l'année.
Les Roches du Mulot se répartissent en fait sur deux sites géographiquement proches : le plus imposant surplombe la vallée du Gras, à l'aplomb de la fontaine Saint-Thomas qui borde la RD no 2 Bleurville-Viviers-le-Gras, et l'autre situé sur la rive droite du ruisseau en bordure du chemin menant à l'ancien hameau du Neufmont. Cette seconde roche affleure au ras du sol et présente plusieurs pétroglyphes liés au culte solaire (cercles, marelle, formes en fer à cheval gravées en pointillé), ainsi que de nombreux signes de christianisation (croix de différentes formes).
"Les roches du Mulot"

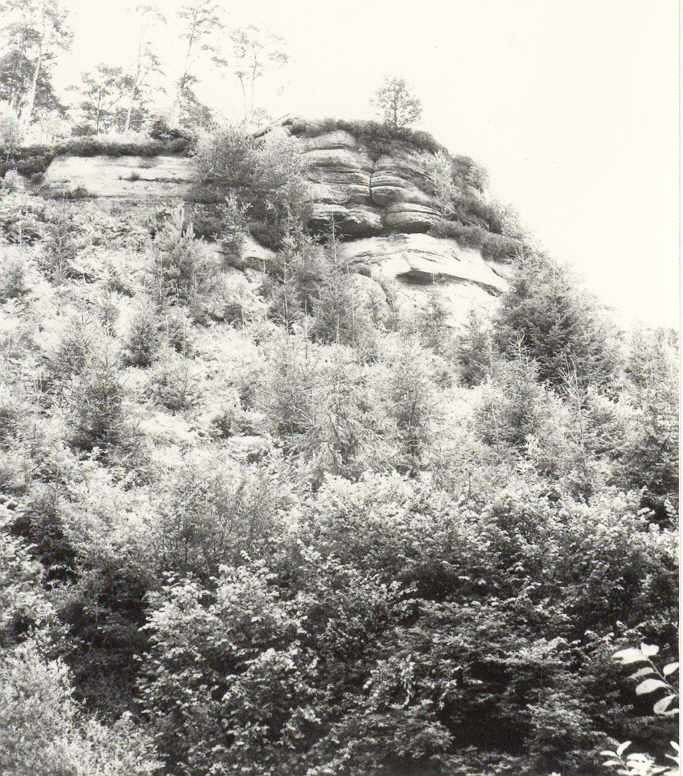
Site néolithique : les Roches du Mulot à Bleurville.
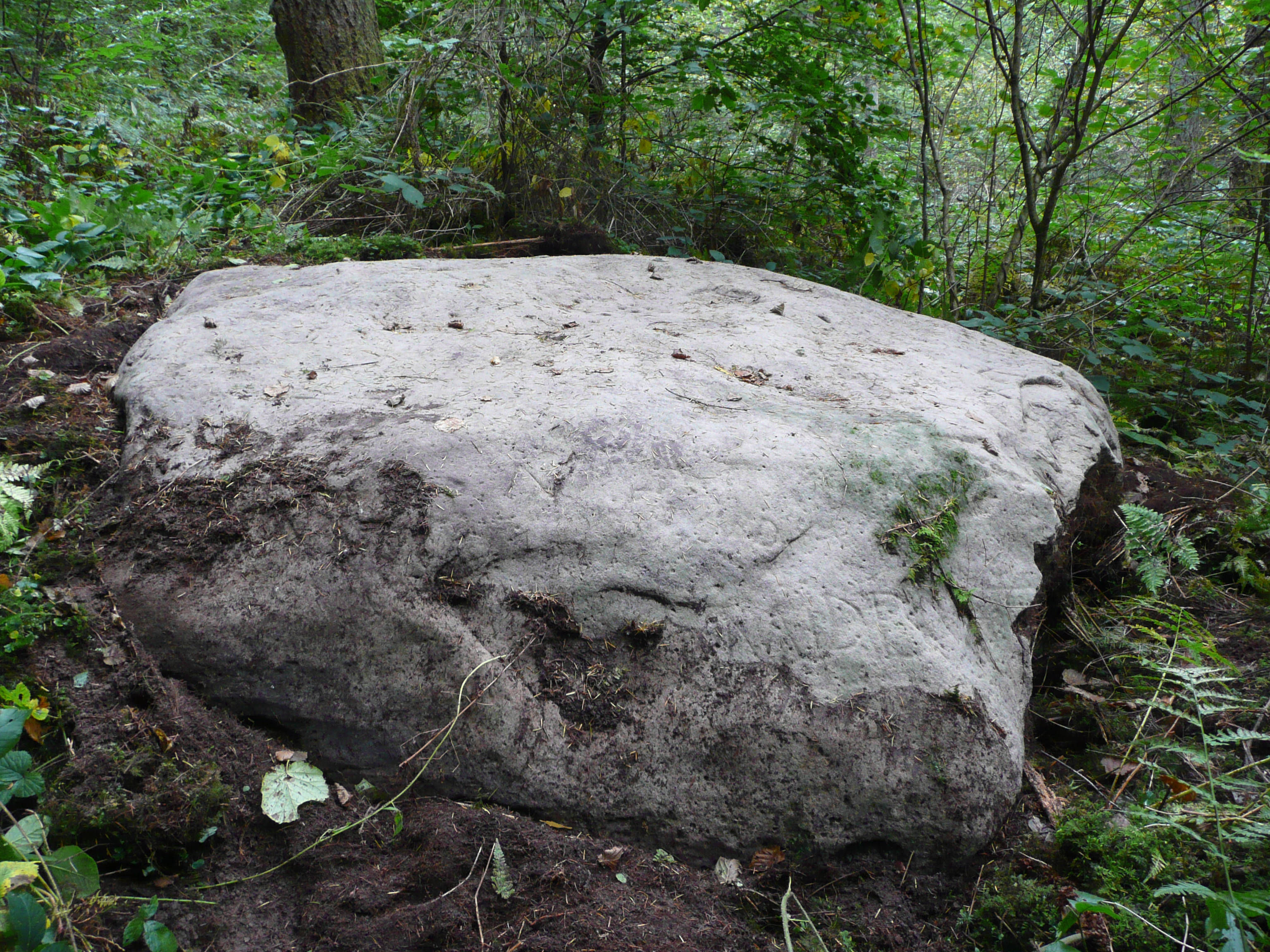
Roche basse du Mulot sur la rive droite du ruisseau du Gras en bordure du chemin du Neufmont.

Des traces de sépultures concentriques de l'époque de la Tène (ou Second âge du Fer, entre 500 et 200 av. J.-C.) ont été repérées au lieu-dit Juriémont, au sud-ouest du finage de Bleurville.

### Antiquité
Le développement du village à son emplacement actuel remonte à l'époque gallo-romaine. Les légions de César coloniseront progressivement les anciens territoires celtiques et, en particulier, ceux de la Lorraine du sud actuelle à la limite des cités leuques et séquanes. Aux Ier-IIe siècle, ils aménageront à Bleurville une villa dotée d'un établissement de bains luxueux : les fouilles menées au XIXe siècle ont permis de fixer son emplacement sur l'actuelle place du Prince avec des prolongements sous les immeubles qui l'entourent. Les substructions du bassin, des débris de colonnes, de mosaïques et d'objets divers ont été mis au jour. À cette époque, le village ne porte pas le nom de Bleurville : celui-ci apparaîtra aux Ve-VIe siècles avec l'installation d'un guerrier franc, Blederic, qui laissera son nom au futur Bleurville (Blederici villa). Selon l'historien de la Lorraine, le bénédictin dom Calmet, Bleurville était dédié aux "bains" à l'époque gallo-romaine.
L'ancien chemin conduisant de Bleurville à Darney, passant par le Chêne des Saints, suit en grande partie l'ancienne voie romaine, notamment au lieu-dit Regnoncourt.

### Moyen Âge
Lors du chantier archéologique dirigé par Cédric Moulis, de l'Université de Lorraine, en juin 2025, une partie d'un sarcophage a été mise au jour au nord de la crypte de l'ancienne abbatiale bénédictine du village. Il est daté du VIe ou du VIIe siècle, c'est-à-dire à une époque antérieure à la construction de l'abbatiale, laissant penser qu'un lieu de culte mérovingien aurait pu précéder la fondation du monastère vers 1030.
À partir du Xe siècle, l'histoire du village est marquée par une vie spirituelle intense liée à la translation des reliques des martyrs comtois Berthaire et Athalein. Au cours du Xe siècle, un clerc, Mérannus, fit construire une église carolingienne pour abriter les restes saints qu'il avait fait venir de la région de Faverney (à 40 km de Bleurville, en Haute-Saône actuelle).
Dans la première moitié du XIe siècle, Raynard, comte de Toul et seigneur de Fontenoy-le-Château et Bleurville, fait bâtir sur l'église primitive de Mérannus l'église abbatiale Saint-Maur et y installe un monastère de religieuses bénédictines. Elles sont chargées d'animer le pèlerinage et la vénération des corps saints de Berthaire et Athalein, dont la fête liturgique est célébrée le 6 juillet, jour de leur mort.
En 1128, les femmes quittent l'abbaye. Le monastère devient un simple prieuré dépendant de l'abbaye Saint-Mansuy de Toul qui envoie des moines.

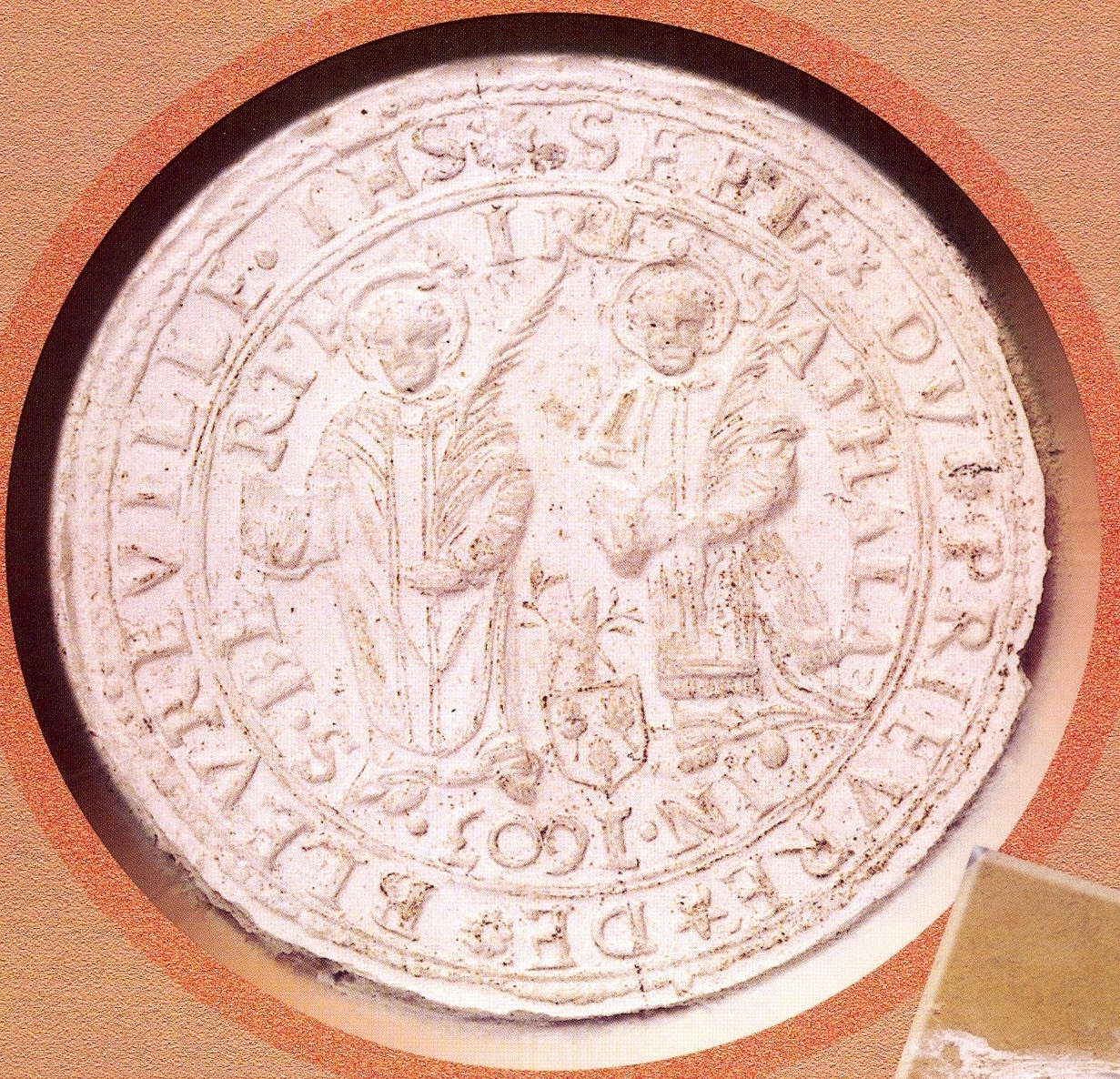
Sceau du prieur de Saint-Maur en 1603.

Très tôt, la communauté des habitants s'émancipe de l'autorité du prieur et elle se dote d'un maire et d'échevins qui gérent les affaires de la communauté villageoise. Cependant, le prieuré possède la quasi-totalité des forêts du lieu en indivision avec le duc de Lorraine, ainsi que le four à pain banal et le moulin. Les habitants payent au prieur et au receveur des comptes de la prévôté du Bassigny Barrois mouvant de Lamarche, des redevances pour l'usage du moulin, du four et de la halle.
Sur le plan religieux, Bleurville relève alors du diocèse de Toul, doyenné de Vittel. Le prieur de Bleurville nommait le curé de la paroisse et se réservait le droit de célébrer l'office à l'église paroissiale. Le vicaire recevait la portion congrue et la dîme qu'il partageait avec le prieur. Des conflits s'élevèrent régulièrement jusqu'à la Révolution à propos du partage des offrandes des fidèles entre le prieur et le desservant.

### Temps modernes

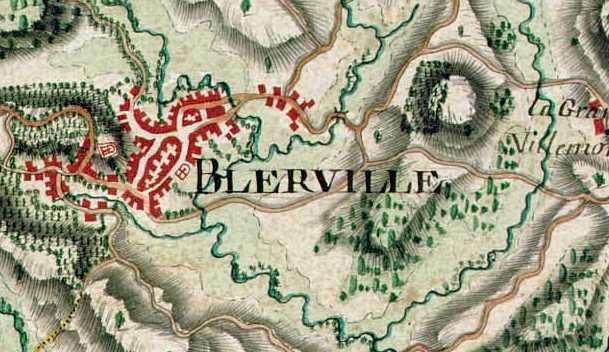
Bleurville, carte des Naudin, 1739.

L'église paroissiale Saint-Pierre-aux-Liens est reconstruite au XVIe siècle probablement sur les bases d'un lieu de culte plus ancien (époque romane) sous l'autorité du prieur de Saint-Maur,.
Jusqu'à la fin du XVIe siècle, Bleurville - qui appartenait au bailliage du Bassigny Barrois mouvant (Lamarche) - connaît un développement économique lié à la présence des activités verrières de la forêt de Darney et de ses marges : de nombreux charretiers de Bleurville assuraient alors le transport du verre. La verrerie du Neufmont et de la Haute-Verrière, sur le finage de Bleurville, contribuèrent au développement du bourg.
En 1629, le prieuré de Bleurville est uni à celui de Varangéville - Saint-Nicolas-de-Port (Meurthe-et-Moselle), marquant le début d'un lent déclin : l'essentiel des revenus est consacré à la remise en état de la célèbre basilique de Saint-Nicolas-de-Port ainsi qu'à la construction de la primatiale de Nancy.
La guerre de Trente Ans, qui ravage la Lorraine au XVIIe siècle, n'épargne pas Bleurville. Les années 1635-1637 sont terribles : le village est pillé et en partie brûlé par les soudards français, lorrains, impériaux, suédois. Les portes des églises sont enfoncées et les coffres déposés par les paysans sont dérobés. La peste anéantit la population, réduite à une poignée d'habitants dans les années 1660.
Il faut attendre la fin du XVIIe et le début du XVIIIe siècle pour que le village se développe à nouveau et retrouve la prospérité d'avant les guerres. De quelque 1000 habitants en 1626, Bleurville est passée à moins de 50 autour de 1640 pour atteindre les 800 habitants en 1789. Le XVIIIe siècle voit le développement de l'agriculture, l'installation de nombreux marchands, de métiers liés à la transformation du bois et l'on s'intéresse même à l'exploitation de filons d'argent ! Cette activité suscite l'intérêt du duc de Lorraine et de Bar, Léopold Ier, qui fait diligenter une enquête au début du XVIIIe siècle par Jean-François Humbert, comte de Girecourt. Cette exploitation, finalement, tourne court en raison de la rareté des ressources rgentifères...
La commune enrichit son patrimoine : dès 1788, l'église Saint-Pierre est agrandie grâce à l'abbé Ricard qui était à la fois curé et maire de la paroisse.

### Époque contemporaine
Le XIXe siècle connaît la prospérité : l'activité agricole prédomine avec une présence importante de métiers lié à l'exploitation du bois et de ses dérivés (sabotiers, fendeurs, merrainiers, charbonniers). Le commerce du bois et du bétail permet à quelques familles de s'enrichir offrant ainsi du travail à une foule de manœuvres et de journaliers.
Au cours du XIXe siècle, afin de répondre aux besoins d'une population grandissante (1050 habitants en 1850), le bourg se dote de nouveaux bâtiments et équipements publics : écoles, presbytère restauré, lavoirs et fontaines, rues pavées, nouveaux chemins ruraux. De nombreuses maisons sont restaurées dans l'esprit du moment et un vaste mouvement de nouvelles constructions marque la physionomie du bourg.
Bleurville possède une école depuis au moins la fin du XVIe siècle fondée par Jean Mathieu, verrier au Neufmont. Les bâtiments d'école actuels sont construits dans la seconde moitié du XIXe siècle.
Avec la révolution industrielle, un lent déclin démographique s'amorce dans la seconde moitié du XIXe siècle : l'agriculture et les activités forestières mobilisent moins de bras. Quelques Bleurvillois s'expatrieront en région parisienne afin d'y trouver un travail (verreries François-Théodore Legras à La Plaine Saint-Denis par exemple). Certains émigreront aux États-Unis afin d'y faire fortune... Plusieurs tuileries fonctionnent dans la deuxième moitié du XIXe siècle : Bailly, Fadelot, Gagniez. Une nouvelle activité semi-industrielle apparaît fin XIXe-début XXe siècle avec l'exploitation des bancs de grès (fabrique de meules Stoehr, tournerie Poincelot) puis, durant l'entre-deux-guerres, des carrières de granit favorisant l'installation de quelques tourneurs et carriers dans la commune.

Bleurville au tout début du XXe siècle
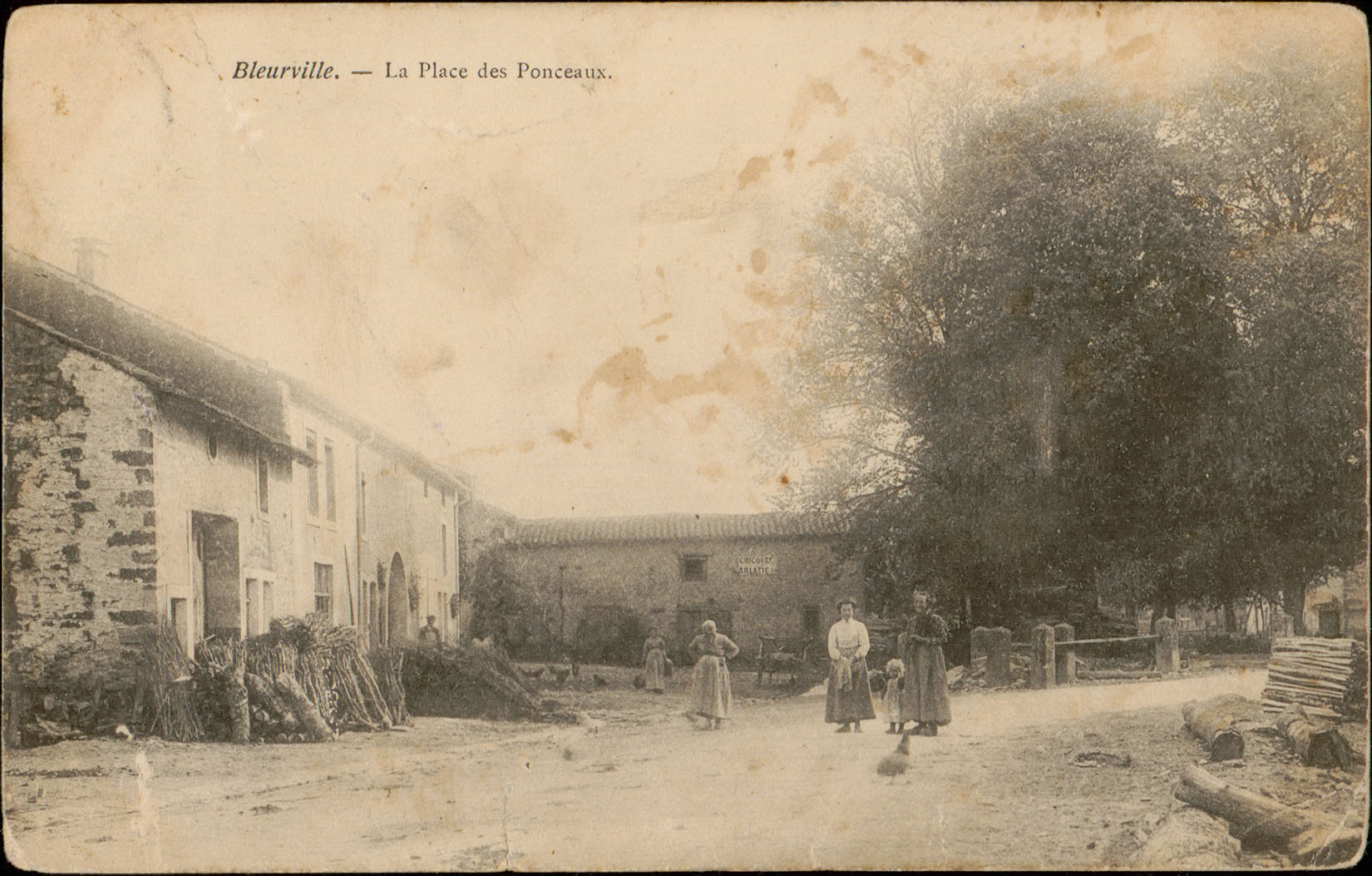
La place des Ponceaux.

L'adduction en eau courante des maisons est réalisée en 1937, alimentée par une station de pompage implantée place des Ponceaux.
Après la Seconde Guerre mondiale, l'exploitation du bois se développe avec l'installation de scieries mécaniques (Granget et Rollin) déjà présentes dès le début du XXe siècle (Gagniez).
À la suite de fromagers privés, les agriculteurs du village créent dans les années 1920 une coopérative fromagère (ou fruitière) qui fonctionne jusque dans les années 1990, produisant de l'emmenthal grand cru ainsi que des produits dérivés du lait (beurre, crème fraîche) vendus directement à la clientèle. Elle compte jusqu'à 70 producteurs laitiers au plus fort de son activité dans les années 1950-1960. Dans un autre domaine, en 1970, Julien Longeron crée, à la Corvée Marinvelle, une entreprise de recyclage de métaux développée par ses fils sous la dénomination Récupfer.

## Politique et administration

### Rattachements administratifs et électoraux

#### Rattachements administratifs
La commune se trouve depuis 1926 dans l'arrondissement d'Épinal du département des Vosges.
Elle faisait partie depuis 1801 du canton de Monthureux-sur-Saône. Dans le cadre du redécoupage cantonal de 2014 en France, cette circonscription administrative territoriale a disparu, et le canton n'est plus qu'une circonscription électorale.

#### Rattachements électoraux
Pour les élections départementales, la commune fait partie depuis 2014 du canton de Darney.
Pour l'élection des députés, elle fait partie de la quatrième circonscription des Vosges.

### Intercommunalité
Bleurville était membre de la petite communauté de communes du Pays de la Saône Vosgienne, un établissement public de coopération intercommunale (EPCI) à fiscalité propre créé en 2004 et auquel la commune avait transféré un certain nombre de ses compétences, dans les conditions déterminées par le code général des collectivités territoriales.
Dans le cadre des dispositions de la loi portant nouvelle organisation territoriale de la République du 7 août 2015, qui prévoit que les établissements publics de coopération intercommunale (EPCI) à fiscalité propre doivent avoir un minimum de 15 000 habitants, cette intercommunalité a fusionné avec ses voisines pour former, le 1er janvier 2017, la communauté de communes dénommée  Les Vosges Côté Sud-Ouest, dont est désormais membre la commune.

### Liste des maires
| Période                                  | Période                        | Identité               | Étiquette | Qualité                                               |
| ---------------------------------------- | ------------------------------ | ---------------------- | --------- | ----------------------------------------------------- |
| Les données manquantes sont à compléter. |                                |                        |           |                                                       |
| juin 1995                                | mars 2008                      | Colette Lebrun-Levieux | DVG       | Fonctionnaire des Impôts                              |
| mars 2008                                | avril 2014                     | André Granget          | SE        | Retraité secteur privé filière bois                   |
| avril 2014                               | mai 2020                       | Denis Bisval           | DVD       | Cadre commercial retraité                             |
| mai 2020                                 | février 2023                   | Yannick Tatin          | SE        | Employé secteur agro-alimentaire. Démissionnaire      |
| février 2023                             | En cours (au 30 novembre 2023) | Xavier Granget         | SE        | Agent de collectivité territoriale Ex-premier adjoint |

### Budget et fiscalité 2022

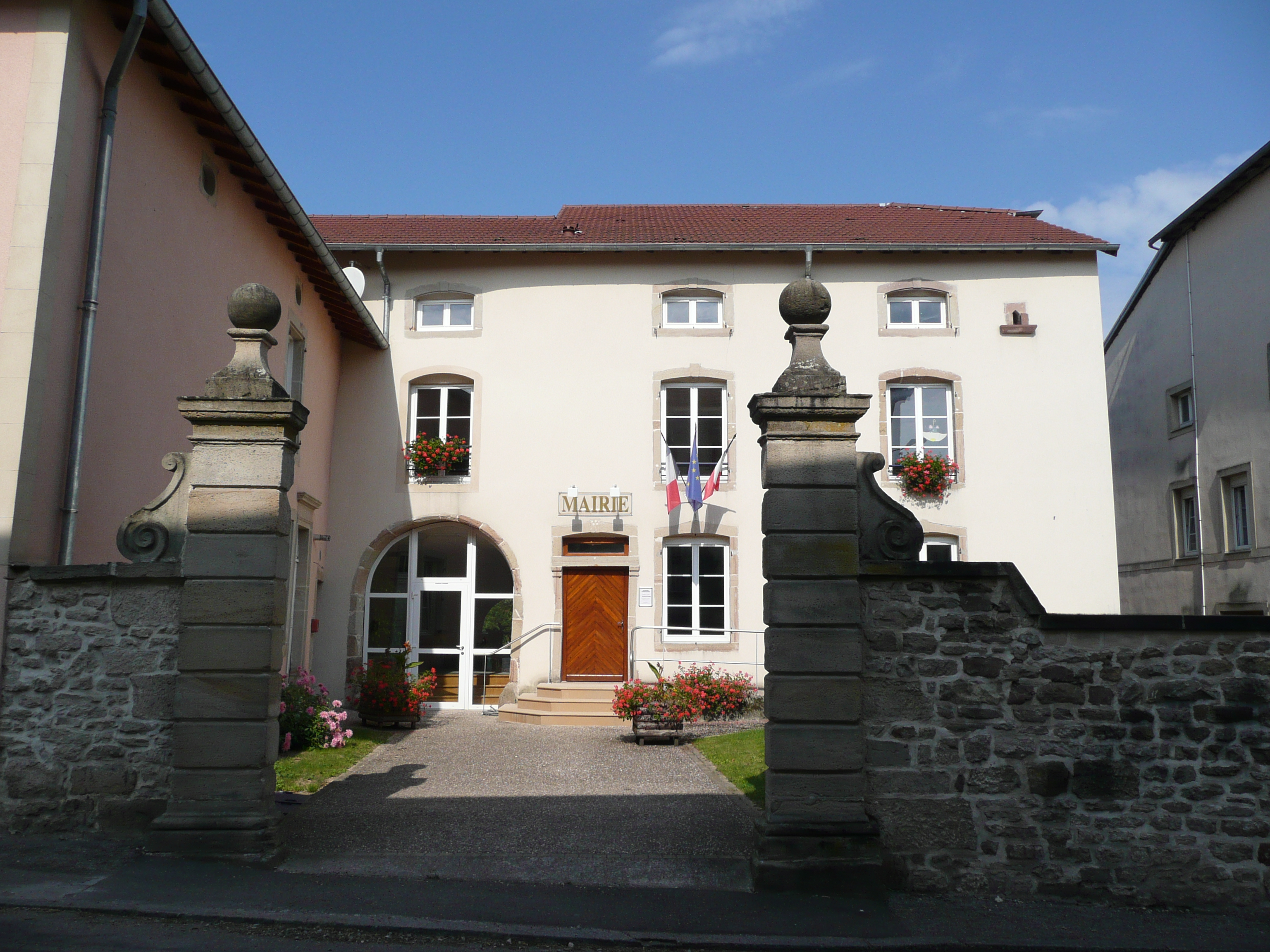
La mairie.

En 2022, le budget de la commune était constitué ainsi :
- total des produits de fonctionnement : 660 000 €, soit 2 123 € par habitant ;
- total des charges de fonctionnement : 362 000 €, soit 1 163 € par habitant ;
- total des ressources d'investissement : 201 000 €, soit 646 € par habitant ;
- total des emplois d'investissement : 235 000 €, soit 757 € par habitant ;
- endettement : 2 000 €, soit 6 € par habitant.

Avec les taux de fiscalité suivants :
- taxe d'habitation : 14,06 % ;
- taxe foncière sur les propriétés bâties : 33,02 % ;
- taxe foncière sur les propriétés non bâties : 16,27 % ;
- taxe additionnelle à la taxe foncière sur les propriétés non bâties : 0,00 % ;
- cotisation foncière des entreprises : 0,00 %.

Chiffres clés Revenus et pauvreté des ménages en 2021 : médiane en 2021 du revenu disponible, par unité de consommation : 22 470 €.

### Jumelages
- Chichery (France)

## Équipements et services publics
La place du Prince, centre historique de la commune, accueille outre les écoles, une épicerie-dépôt de pain et une maison d'hôtes. Un garde forestier occupe la maison forestière indivise entre l'Office national des forêts (ONF) et la commune. Enfin, le bureau de poste, créé en 1909, fonctionne désormais sous la responsabilité de la mairie ; le bureau a été transformé en agence postale communale le 2 janvier 2009 et transféré dans les locaux de la mairie en septembre 2015.
À partir du printemps 2016, une nouvelle discothèque - L'Etoile - fonctionnera route de Nonville avec la famille Deschazeaux. Elle prendra la suite du dancing L'Alexandry, du Paradox, du Bijou créés par Jean-Paul Bocard, et de Chez Gali. Bleurville possède une tradition de bals populaires avec l'entreprise familiale Rollin (René puis son fils André) qui, après la Libération jusqu'à la fin des années 1980, anima les communes de la plaine des Vosges en installant des bals montés sur les places des villages lors des fêtes patronales. L'Etoile est devenu Shiva courant 2021 avec changement de propriétaires, puis, début 2023, de nouveaux propriétaires pour une nouvelle enseigne : Complexe Le Temple.

### Enseignement
Établissements d'en seignements :
- La commune entretient une école maternelle et une école primaire qui fonctionnent dans le cadre du regroupement pédagogique Bleurville-Nonville. Depuis 2019, les élèves du primaire de Bleurville sont scolarisés à Monthureux-sur-Saône.
- Collège public du Pervis à Monthureux-sur-Saône.
- Collège privé Saint-Clément à Martigny-les-Bains transféré à Harol à la rentrée 2024.

### Santé
Professionnels et établissements de santé :
- Professionnels de santé à Monthureux-sur-Saône, Darney, Martigny-les-Bains[38].
- Pharmacies à Monthureux-sur-Saône, Darney, Hennezel, Martigny-les-Bains, Passavant-la-Rochère, Lamarche, Contrexéville.
- Hôpitaux à Lamarche, Vittel, Ville-sur-Illon.

## Population et société

### Démographie
Les habitants sont appelés les Bleurvillois.

#### Évolution démographique
L'évolution du nombre d'habitants est connue à travers les recensements de la population effectués dans la commune depuis 1793. Pour les communes de moins de 10 000 habitants, une enquête de recensement portant sur toute la population est réalisée tous les cinq ans, les populations de référence des années intermédiaires étant quant à elles estimées par interpolation ou extrapolation. Pour la commune, le premier recensement exhaustif entrant dans le cadre du nouveau dispositif a été réalisé en 2007.

En 2022, la commune comptait 285 habitants, en évolution de −11,76 % par rapport à 2016 (Vosges : −2,96 %, France hors Mayotte : +2,11 %).
| 1793 | 1800 | 1806 | 1821 | 1831 | 1836 | 1841 | 1846 | 1856 |
| ---- | ---- | ---- | ---- | ---- | ---- | ---- | ---- | ---- |
| 736  | 760  | 782  | 851  | 916  | 936  | 923  | 979  | 863  |

| 1861 | 1866 | 1876 | 1881 | 1886 | 1891 | 1896 | 1901 | 1906 |
| ---- | ---- | ---- | ---- | ---- | ---- | ---- | ---- | ---- |
| 932  | 859  | 818  | 721  | 732  | 661  | 634  | 627  | 598  |

| 1911 | 1921 | 1926 | 1931 | 1936 | 1946 | 1954 | 1962 | 1968 |
| ---- | ---- | ---- | ---- | ---- | ---- | ---- | ---- | ---- |
| 571  | 514  | 491  | 472  | 450  | 461  | 477  | 508  | 473  |

| 1975 | 1982 | 1990 | 1999 | 2006 | 2007 | 2012 | 2017 | 2022 |
| ---- | ---- | ---- | ---- | ---- | ---- | ---- | ---- | ---- |
| 453  | 445  | 396  | 359  | 361  | 361  | 349  | 308  | 285  |

### Manifestations culturelles et festivités
- Juin : feux de la Saint-Jean (Comité des Fêtes), marche populaire internationale (Club Vosgien)
- Juillet : fête patronale de la Saint-Pierre-aux-liens[42] (fête foraine, animations par le comité de jumelage Bleurville - Chichery-la-Ville)
- Juillet - août : manifestations culturelles et musicales à l'abbatiale Saint-Maur (association des Amis de Saint-Maur)
- Août : rencontre Bleurville - Chichery-la-Ville organisée par le comité de jumelage[43]
- Décembre : défilé de la Saint-Nicolas et animations (comité des fêtes), marché de Noël (comité des fêtes, comité du jumelage, Les Amis de Saint-Maur, marché bio, gym adultes, écoles...)
- Tout au long de l'année : rencontres de football au stade municipal (Union Sportive du Val de Saône Bleurville - Monthureux-sur-Saône)
- Spectacle vivant La Lune écarlate présenté en août 2007 et août 2008 : spectacle monumental son et lumière réalisé par le metteur en scène vosgien Damien Fontaine. Il a retracé l'affaire Buzenet, auteur d'assassinats à Bleurville dans la deuxième moitié du XVIIIe siècle, avec 200 acteurs et figurants, des séquences cinématographiques et des jeux d'acteurs qui ont animé la place du Prince de Bleurville durant deux étés consécutifs[44].

### Cultes
- La paroisse catholique de Bleurville est dédiée à saint Pierre-aux-Liens, patron de l'église bâtie sur le plateau qui domine le village. Les archives conservent la trace des premiers desservants à partir du milieu du XIVe siècle. La nomination du curé de la paroisse releva du prieur du monastère bénédictin local jusqu'à la Révolution. Bleurville dépendit du diocèse de Toul jusqu'en 1791, puis du diocèse de Saint-Dié.

Depuis 2000, la paroisse Saint-Pierre-aux-Liens a intégré la grande paroisse Notre-Dame de la Saône. Cette réorganisation pastorale a été pilotée par les abbés Maillard, alors curé de Monthureux-sur-Saône, et Villaume, curé in solidum.
La grande paroisse Notre-Dame de la Saône est administrée par l'abbé Yves Fagnot, curé modérateur, depuis septembre 2020. Il est assisté d'un conseil pastoral.

## Économie

### Entreprises et commerces

#### Agriculture
- Bleurville possède une économie essentiellement centrée sur l'agriculture même s'il ne reste plus que cinq agriculteurs en activité au village.

Il s'agit d'exploitations de moyenne importance pratiquant la polyculture (céréales, colza, maïs), la production laitière et l'élevage (bovins, ovins).

#### Tourisme
- Hébergements et restauration à Monthureux-sur-Saône, Claudon, Dombasle-devant-Darney, Contrexville.

#### Commerces
- Commerces et services de proximité.

## Culture locale et patrimoine

### Lieux et monuments
- L'abbaye Saint-Maur, construite entre 1026 et 1050 sur les bases d'une église carolingienne. 
L'église a été consacrée par le pape Léon IX le 6 décembre 1050. L'abbaye accueille jusqu'en 1128 des bénédictines issues de la famille du fondateur, Renard II le jeune comte de Toul, seigneur de Fontenoy-le-Château et de Bleurville. À partir de cette date, l'abbaye Saint-Mansuy de Toul envoie des religieux à Bleurville. Quelques bénédictins demeurent à Bleurville jusqu'à la fermeture du monastère en 1790. 
La crypte est estimée du premier ou second quart de XIe siècle (environ 10 x10 m ; diamètre d’abside 5 m ; hauteur sous clef 2,10 m) avec une multitude de colonnes de formes différentes (rondes, carrées, octogonales). Les colonnes et arêtes sont du plus simple équarrissage. L’absence de finitions est manifeste. L' abside est percée de trois petites fenêtres en plein cintre. L'église est construite sur un terrain légèrement en pente, le portail occidental de l'église haute est ainsi de plain-pied avec le sol extérieur tandis que, vers l'est, la partie basse, le sol de la crypte se trouve de niveau du terrain. Elle est décrite en détails dans Églises romanes des Vosges[46].
L'abbaye a été sauvée de la ruine par l'abbé Paul Pierrat entre 1974 et 1990. Le site est désormais propriété de l'association des Amis de Saint-Maur[47]. 
L'ancienne église prieurale Saint-Maur est  Classé MH (1986, Ancienne église prieurale Saint-Maur, comprenant la crypte et ses vestiges extérieurs, l'église haute et la maison adjacente contenant les restes de l'ancien collatéral)[48].

- Le prieuré Saint-Bathaire du XVIIIe siècle : ancien logis prieural des bénédictins de Saint-Maur. Le bâtiment est reconstruit entre la fin du XVIIIe siècle et le début du XIXe siècle. Lors de la vente du monastère, la maison prieurale sera transformée en maison d'habitation privée. Le prieuré conserve tous les aspects d'une maison lorraine traditionnelle avec sa cuisine et sa grande cheminée, le « poêle » (la belle chambre) et ses boiseries, la chambre du fond avec sa cheminée basse. Le prieuré accueille un musée de la Vie religieuse et de la Piété populaire.
- Musée de la Vie religieuse et de la Piété populaire : l'association des Amis de Saint-Maur a aménagé dans l'ancien prieuré plusieurs salles qui accueillent des objets liés à la vie religieuse et à la piété régionale : missels, objets liturgiques, chapelets, images pieuses, crucifix, bénitiers de chevet…

"L'abbaye Saint-Maur, le logis prieural et le musée"

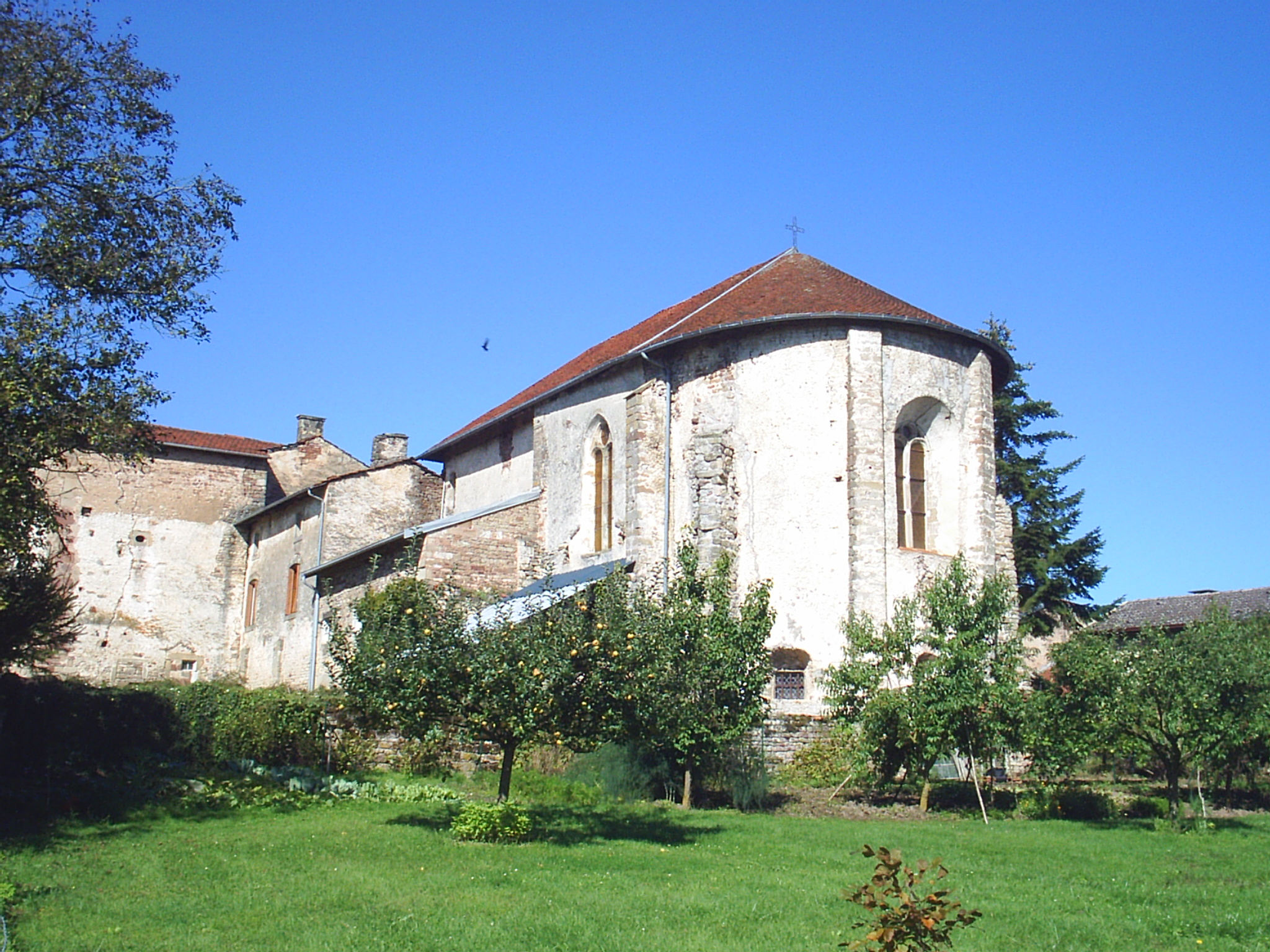
L'église abbatiale...
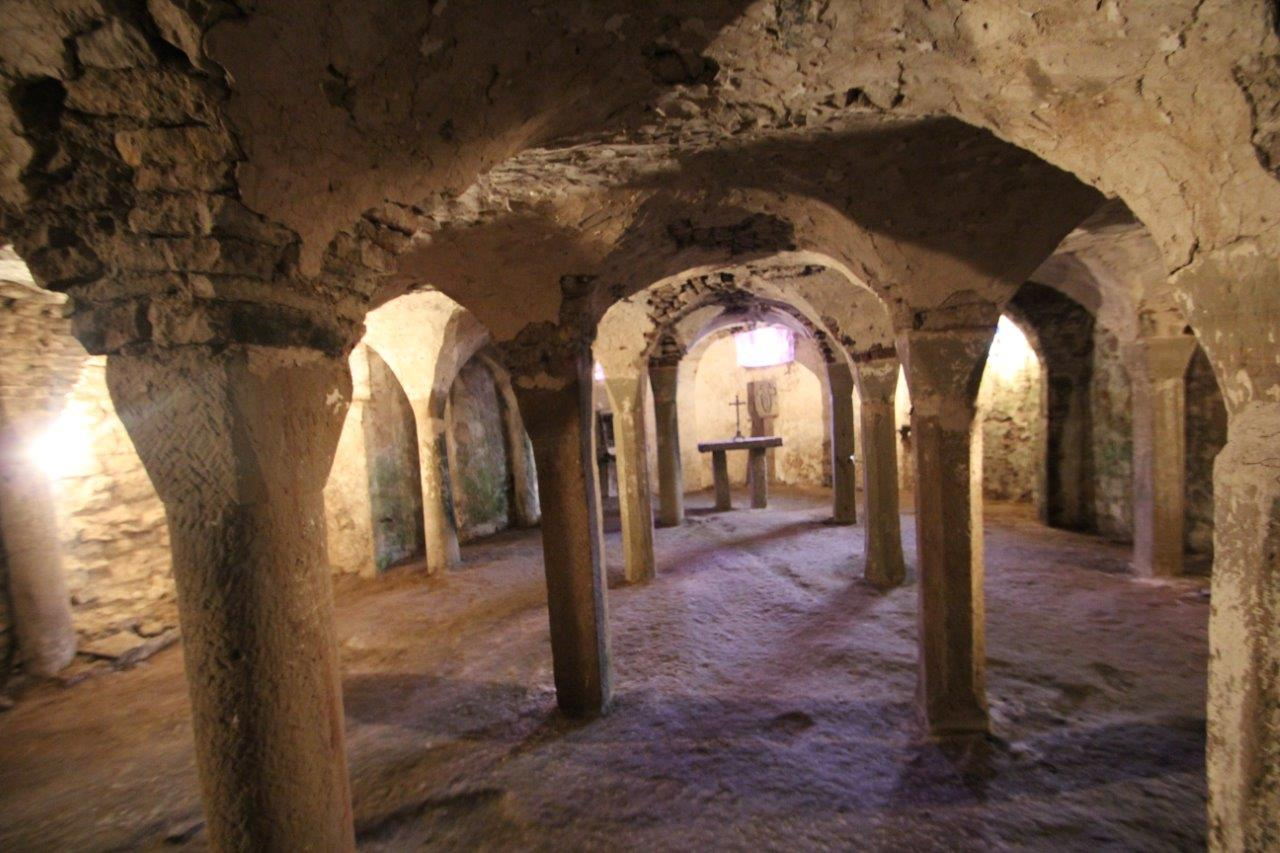
... et sa crypte.
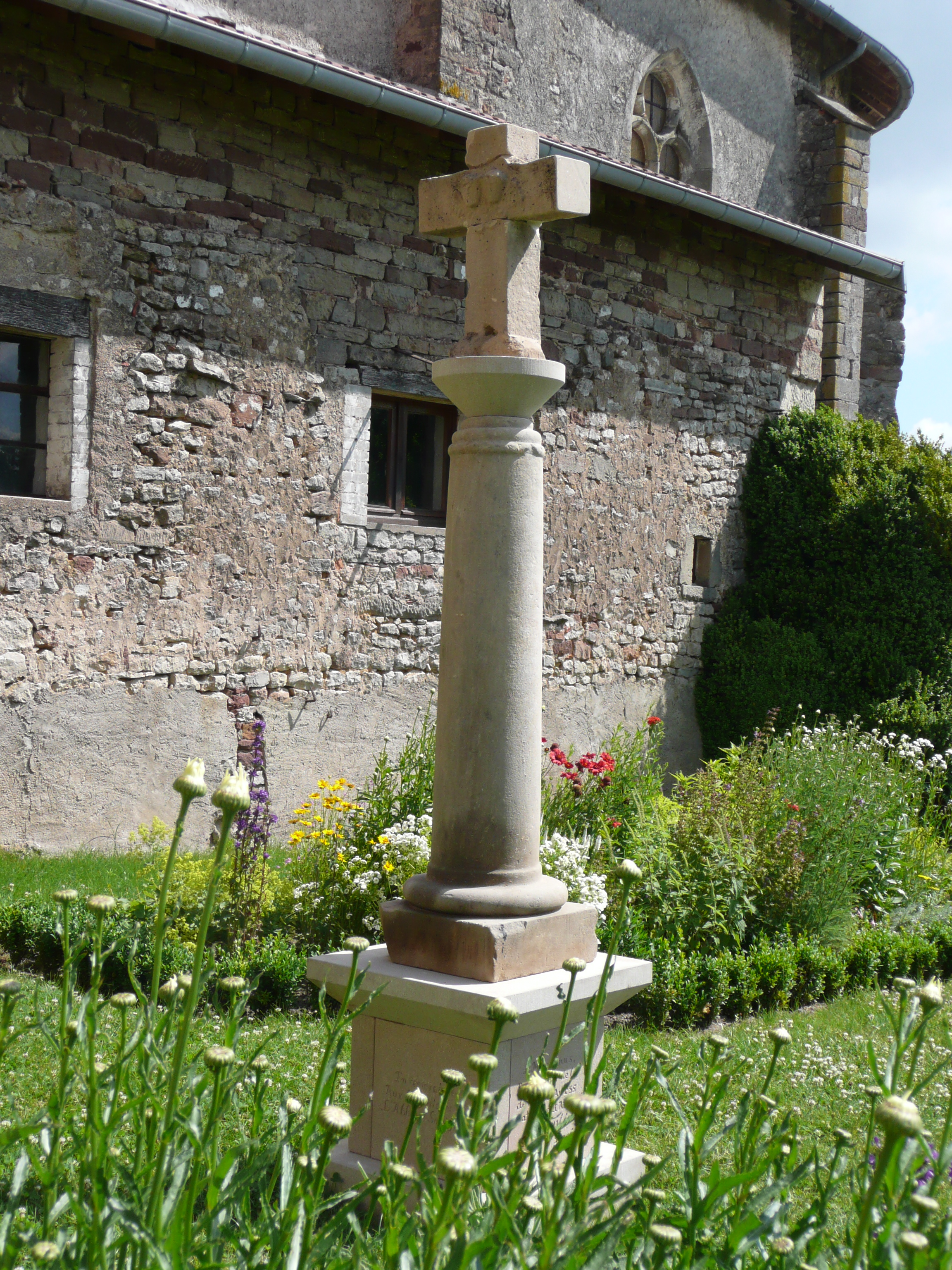
Croix du jardin de l'abbaye Saint-Maur.
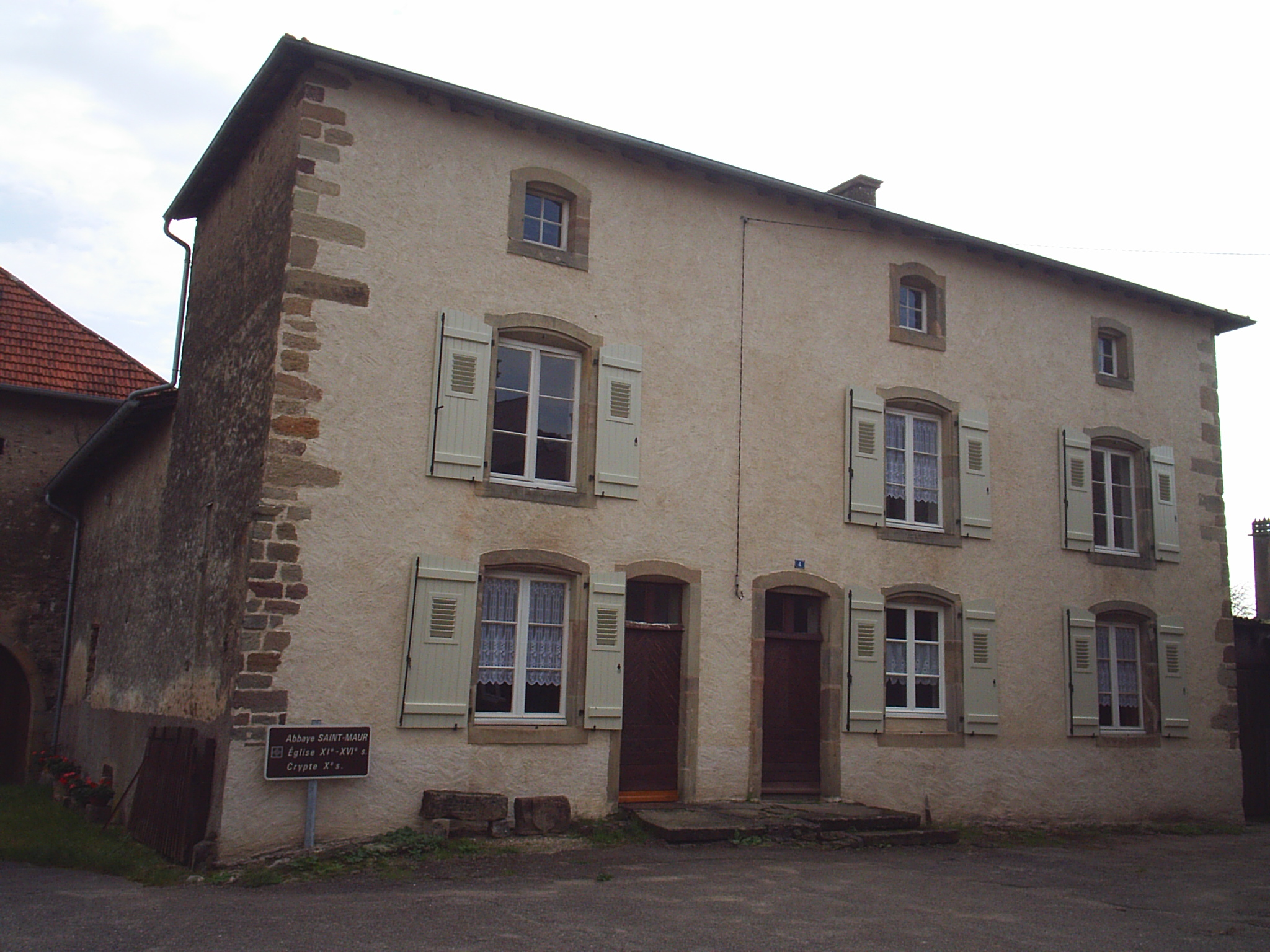
Le logis prieural.

- Le village conserve quelques maisons paysannes traditionnelles typiques de la Lorraine méridionale (fermes à avancée de toiture, charri, porte charretière cintrée, fenêtre à meneaux, linteau Renaissance, cheminée de cuisine monumentale, « poêle » ou belle chambre) des XVIe au XVIIIe siècles[49],[50],[51],[52],[53]. 
Ainsi, l'ancien presbytère, situé en face de l'église paroissiale, construit initialement au cours du XVIIIe siècle est réaménagé en 1829-1830 dans l'esprit de la Restauration et des débuts de la monarchie de Juillet. Le bâtiment adjacent à la maison curiale, construit au cours du XIXe siècle et démoli dans les années 1970, abrite les religieuses enseignantes et leurs élèves, le corbillard puis, entre 1945 et 1948, devenu le "commando", les prisonniers de guerre allemands utilisés par la commune pour des travaux sur les routes et les chemins.
- Site néolithique en forêt de Belle-Perche : les Roches du Mulot (empreintes de pas humains et d'équidés sculptés dans le grès, présence d'une swastika symbole du culte du soleil, multiples croix christianisant cet ancien lieu de culte néolithique). À son pied coule la fontaine Saint-Thomas réaménagée dans la deuxième moitié du XIXe siècle lors de la création de la route départementale. L'autre roche (ou « roche basse » du Mulot), pendant de la « roche haute » du Mulot, se situe en lisière de forêt sur la rive droite du ruisseau du Gras : celle-ci affleure au niveau du sol et est également recouverte de pétroglyphes (croix rustiques, marelles et cercles).
- La cave Enfaroche : grotte naturelle formée par un rocher situé en forêt communale. L'endroit est utilisé pendant des siècles par les bûcherons, charbonniers et autres sabotiers pour s'abriter des intempéries.
- La Roche de la Hutte ou Roche du Trésor : rocher d'une masse assez considérable qui, selon la tradition locale, se serait détaché du sommet de la côte des Censitaires et qui serait venu rouler sur le chemin du Neufmont. On remarque sur une face un renfoncement qui, selon une autre tradition, veut que cette trace soit celle du « cul » d'une paysanne qui, sortant de la forêt, fut surprise par un orage. Gagnée par la peur, elle s'abrita contre la roche et s'y appuya si fortement qu'elle y laissa la marque... de son fondement !
- Le puits de Beaumont : excavation vestige d'un puits creusé en 1701 afin de rechercher un filon d'argent.
- Croix d'accident : deux croix d'accident en grès des Vosges érigées au XIXe siècle en bordure du chemin forestier de Belle-Perche conduisant à Provenchères-lès-Darney, en souvenir de bûcherons et charbonniers morts en forêt.
- Substructions gallo-romaines sous la place du Prince : des fouilles menées au XIXe siècle ont révélé l'existence de bains gallo-romains (Ier et IIe siècles)[54].
- L'église paroissiale Saint-Pierre-aux-Liens (XVe-XVIIe-XVIIIe siècles) : nombreuse statuaire (XVIe, XVIIe, XIXe siècles), retable aux Douze Apôtres (XVIe siècle)[55], peintures (XVIIIe siècle), cuve baptismale (XVIe siècle), chaire à prêcher Renaissance. Elle possède plusieurs œuvres d'art classées au titre des Monuments historiques[56],[57],[58],[59].

L'église Saint-Pierre-aux-Liens
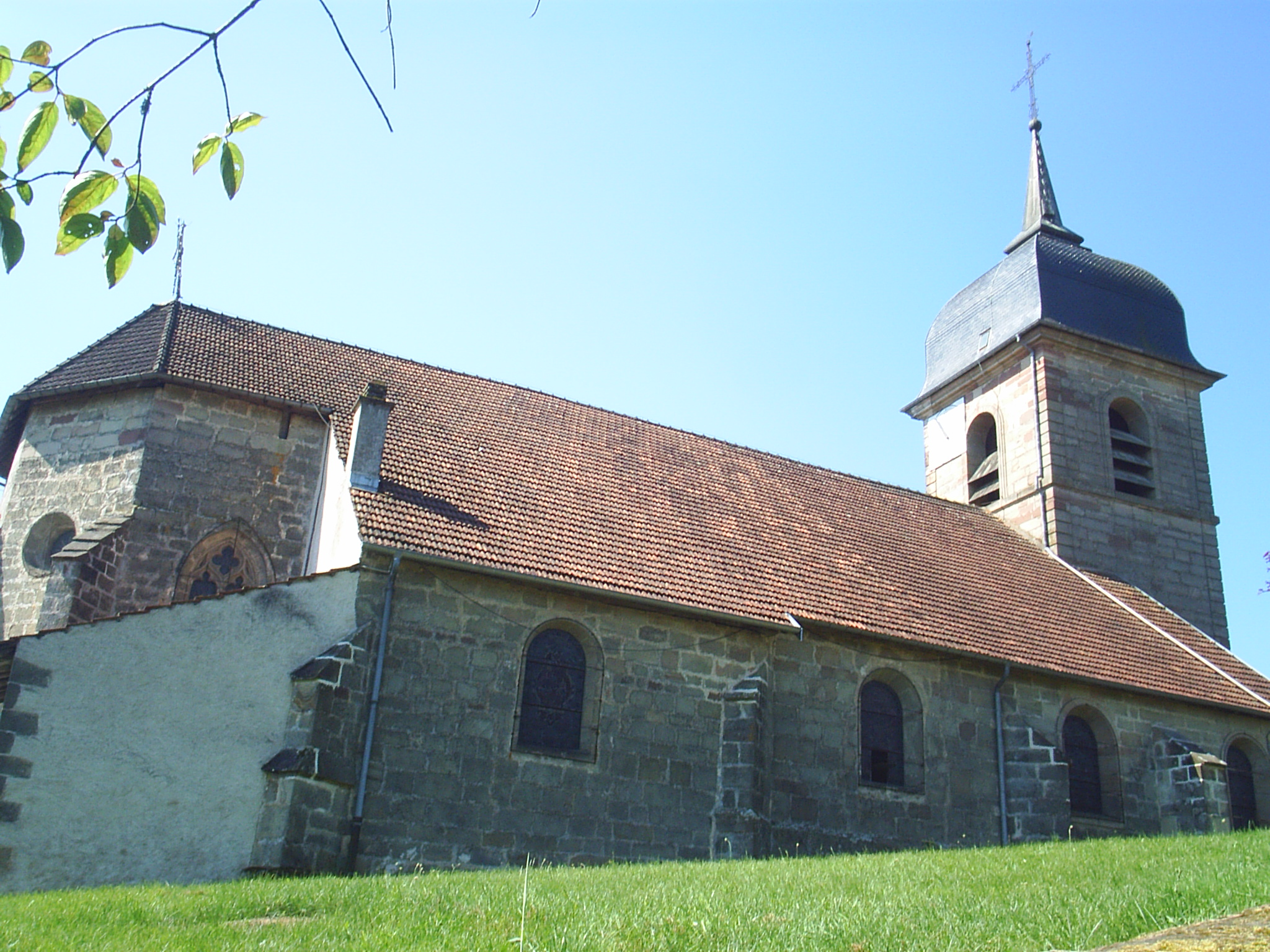
L'église paroissiale Saint-Pierre-aux-Liens vue du nord.
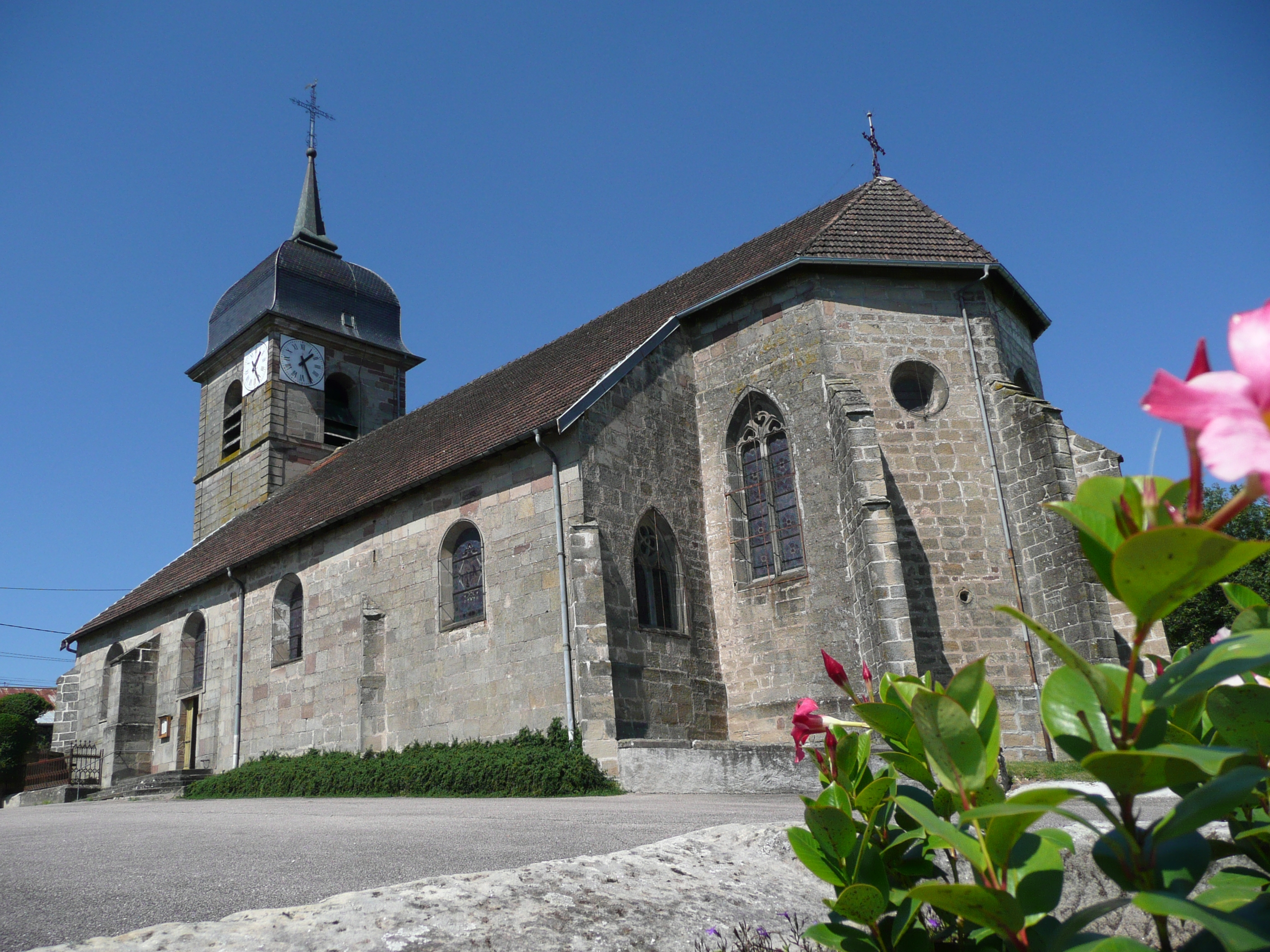
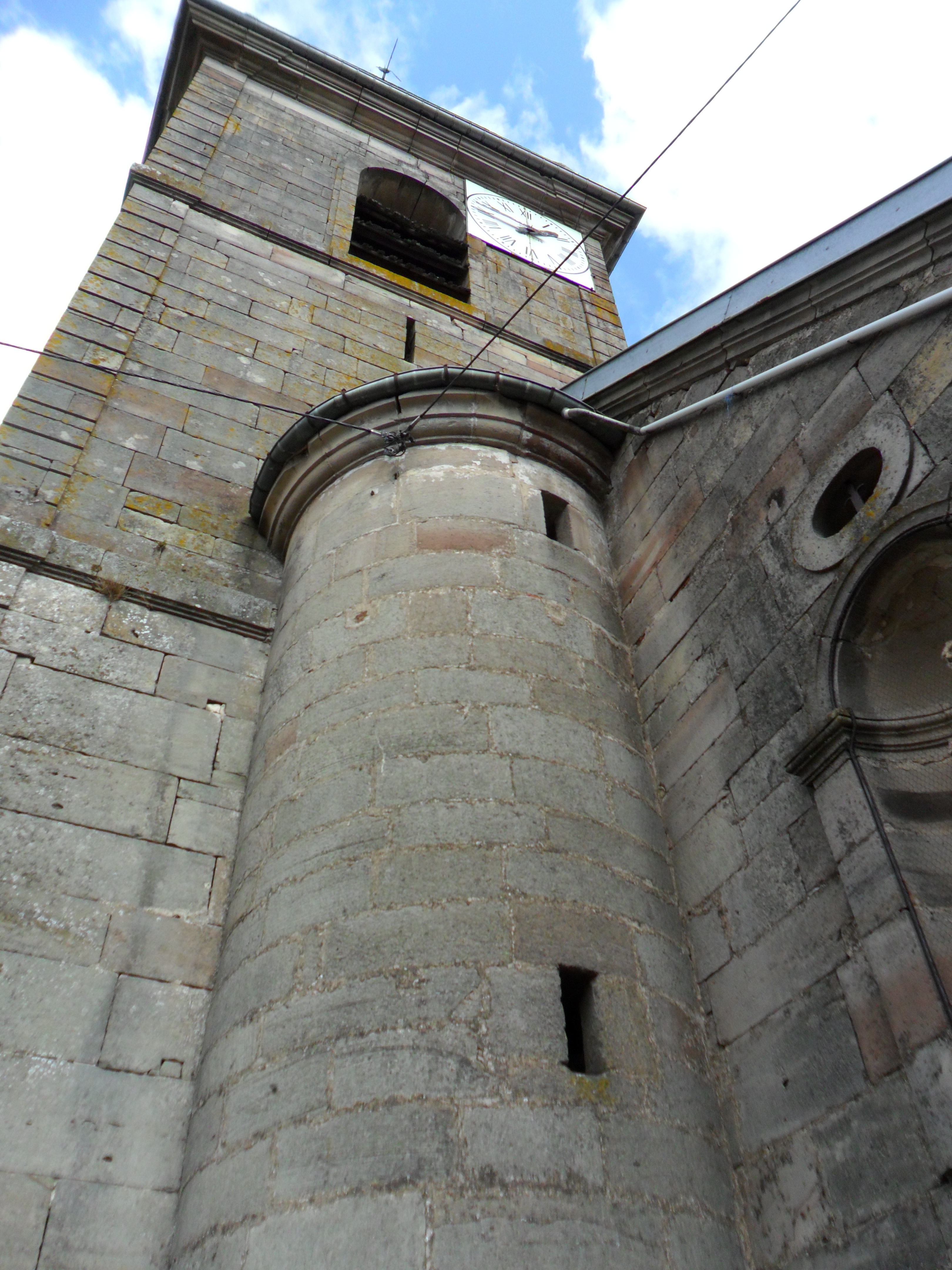
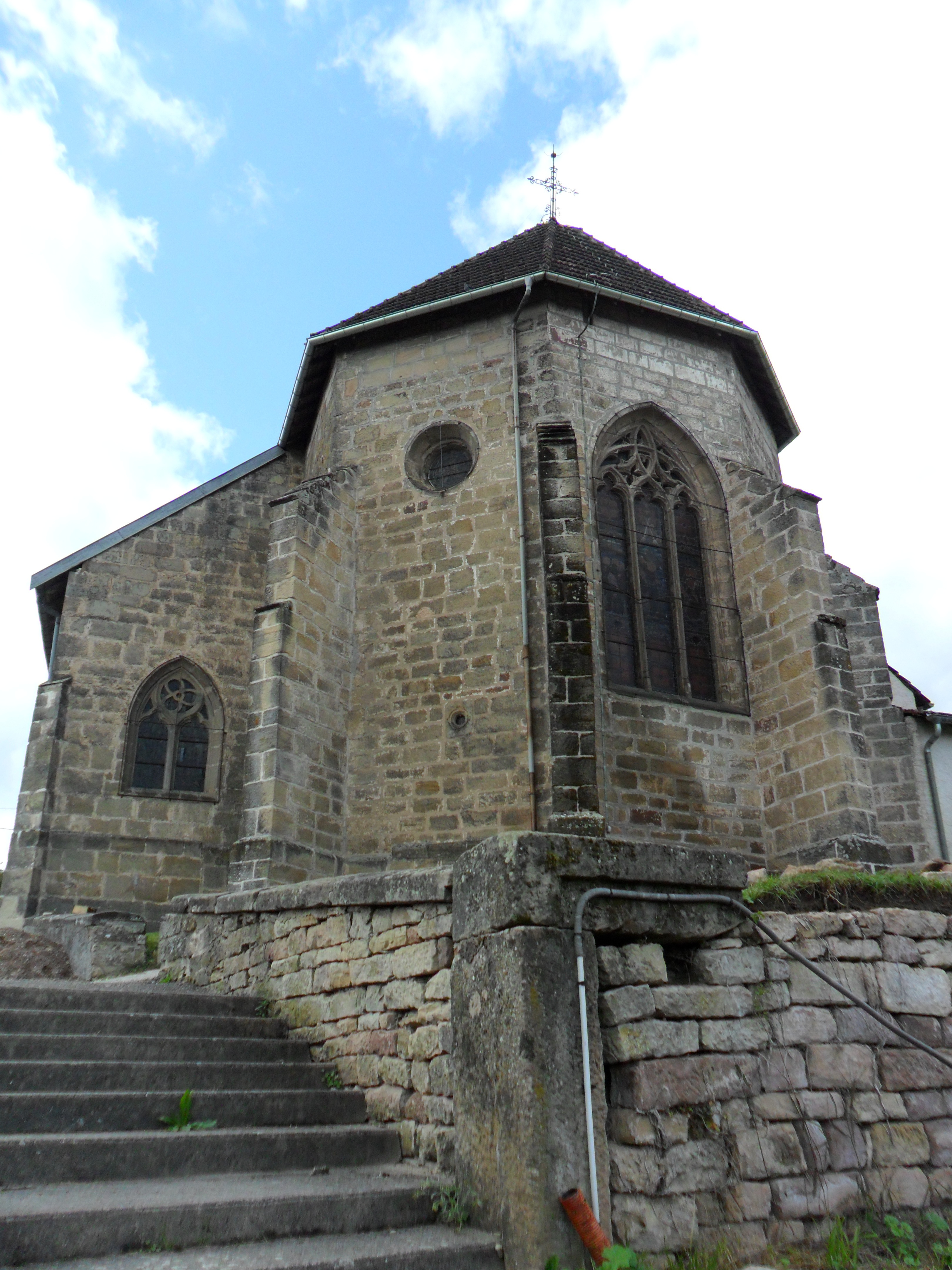
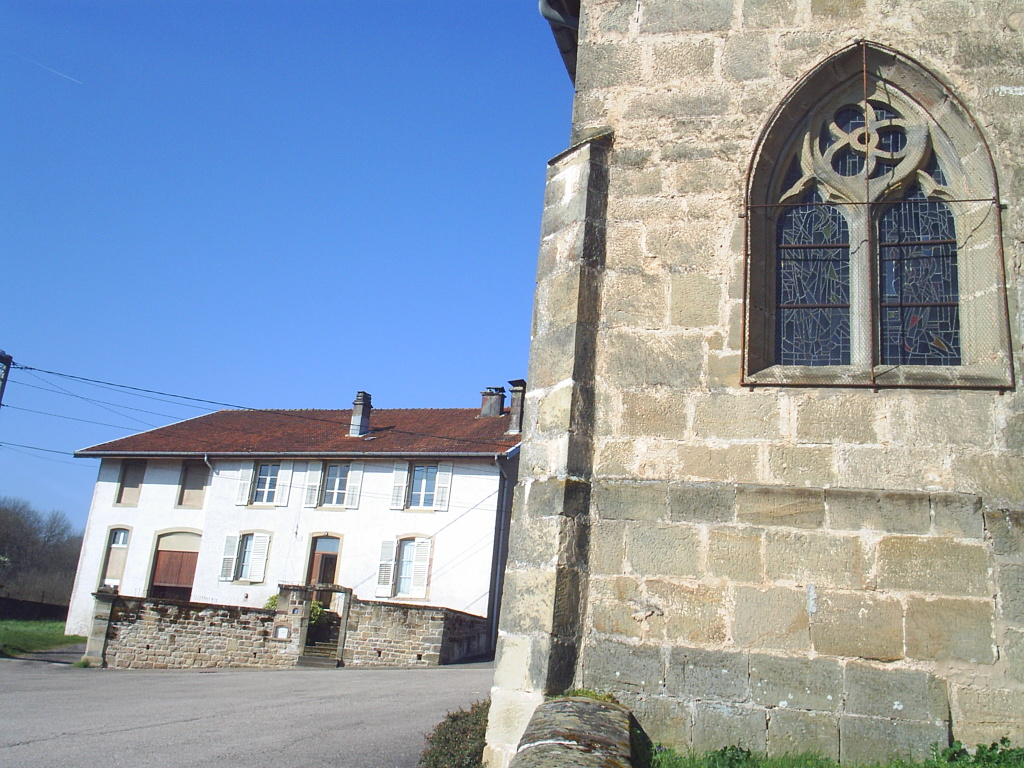
Presbytère (XVIIIe-XIXe siècle) et église de Bleurville.

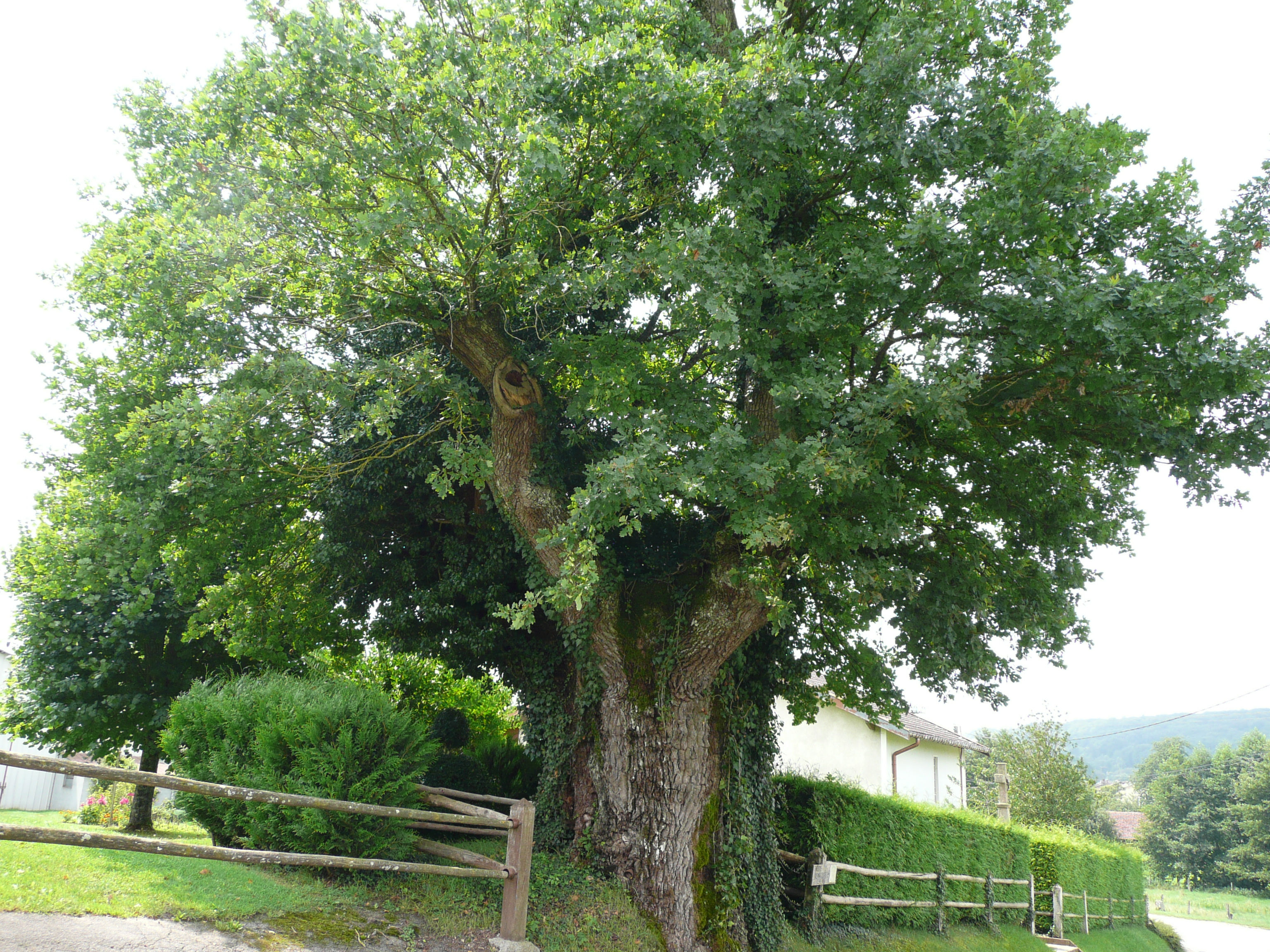
Le chêne des Saints planté à la fin du XVIe siècle.

- Le chêne des Saints : arbre multiséculaire (planté à la fin du XVIe siècle), plus de 7 m de circonférence, planté en bordure de l'ancienne voie romaine menant à Darney et Escles sur l'emplacement d'une chapelle primitive qui accueille au Xe siècle les restes des deux martyrs comtois Bathaire et Attalein.
- Croix de chemin (XIXe siècle) : la Grande-Croix, la Petite-Croix, la croix du Chêne des Saints, la croix du cimetière (1894), la croix du jardin de l'abbaye Saint-Maur (XVIIIe siècle-XIXe siècle-XXIe siècle).
- Fontaines et lavoirs publics (XIXe-XXe siècles) : une douzaine de fontaines et de lavoirs publics égayent les rues du village. La plupart a été aménagé entre le dernier quart du XIXe siècle et le début du XXe. Tous sont encore alimentés en eau au moyen d'une source individuelle.
- Le moulin à huile, 17 rue de Monthureux  (XIXe siècle) : ancienne huilerie aménagée en 1822 lors de la reconstruction de la ferme Parisot (XVIIe-XVIIIe siècle).

La meule tournante monumentale, installée dans la chambre à four, était actionnée grâce à un système mécanique relié à un manège à cheval installé dans la pièce contigüe. Propriété privée ouverte au public lors des Journées européennes du patrimoine.

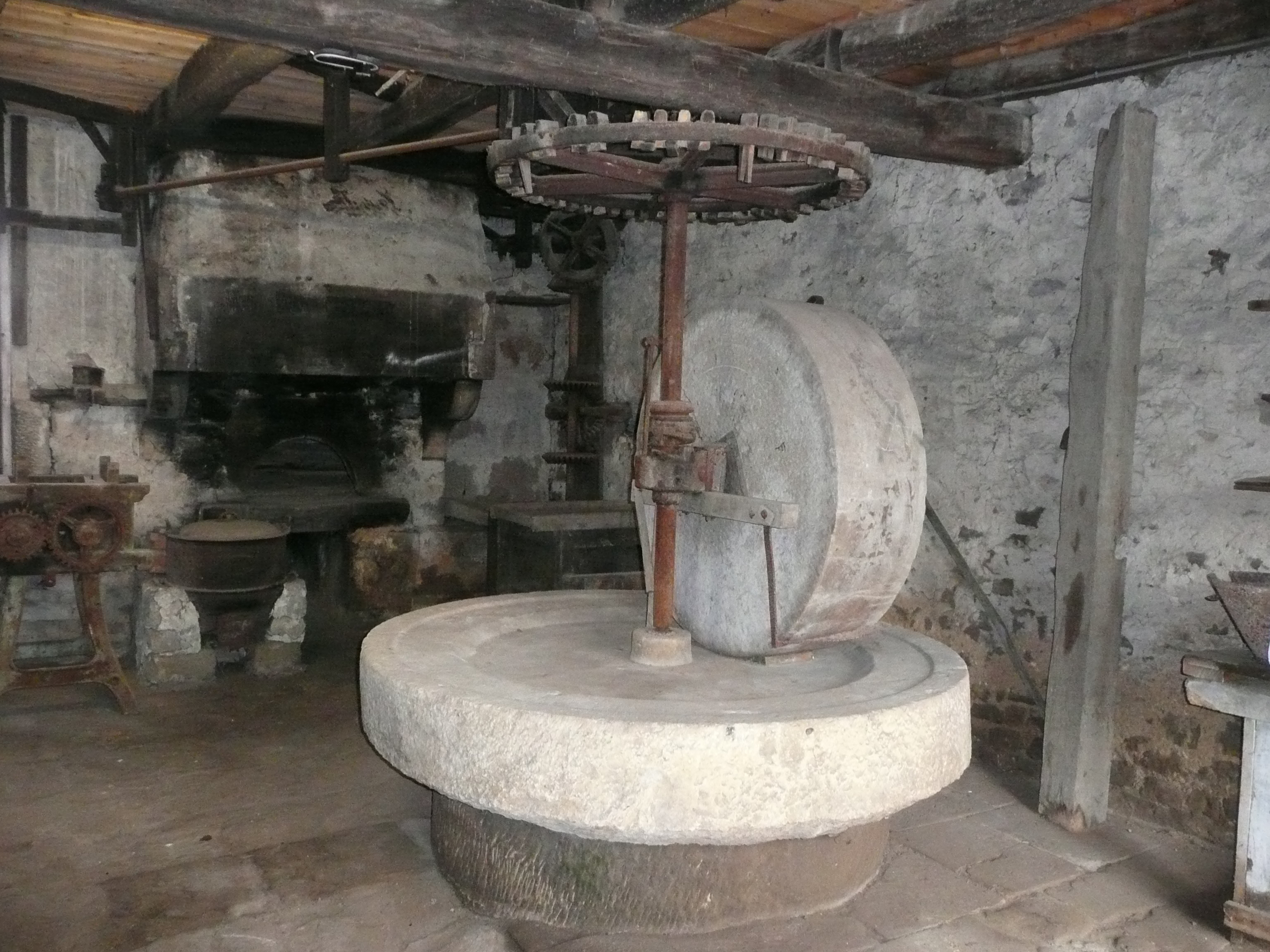
Le moulin à huile.

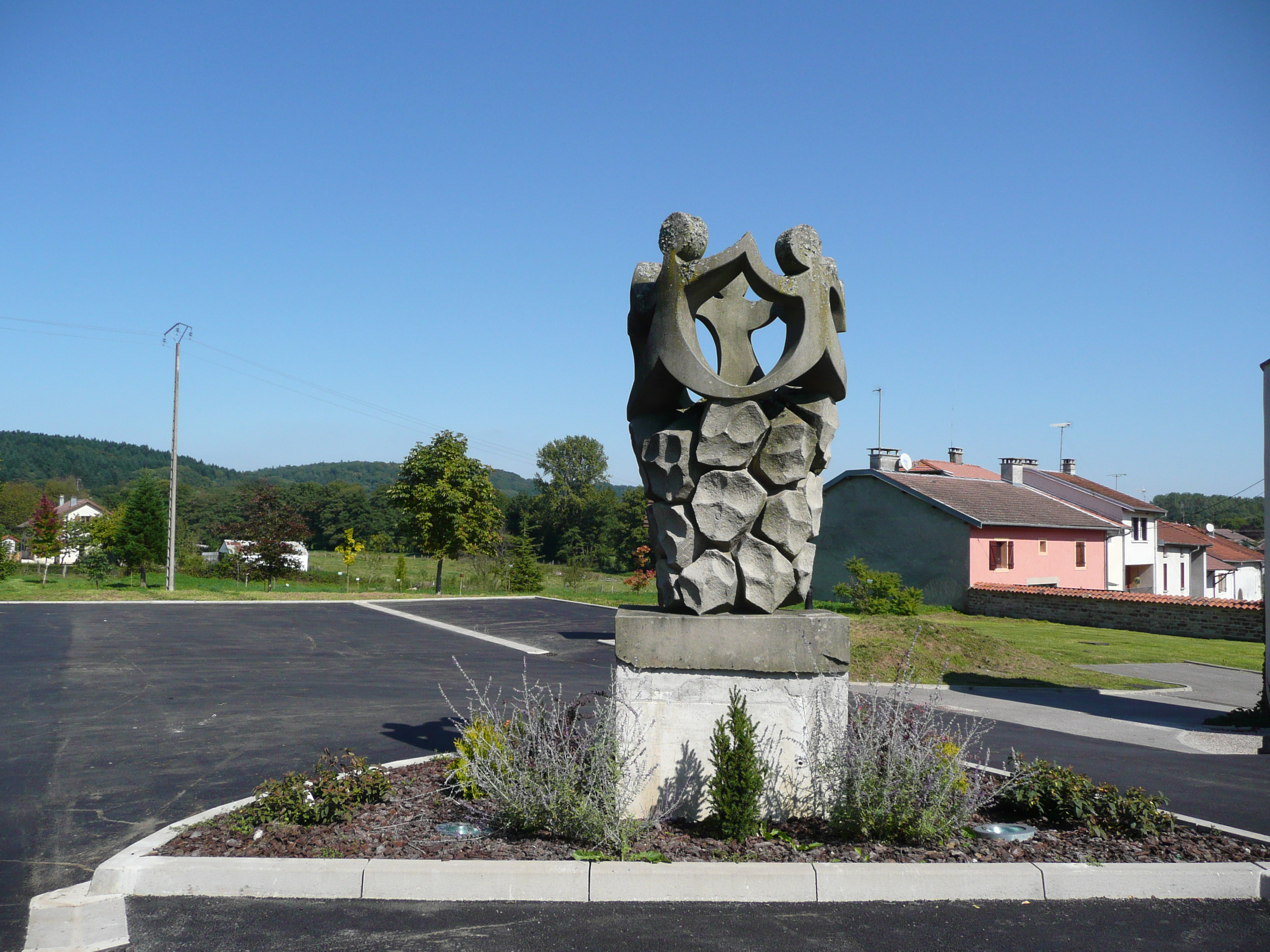
Groupe sculpté La fraternité par Jean-Louis Rollin, place de la Mairie à Bleurville.

- Sculpture contemporaine La Fraternité (XXe siècle) : réalisée à la fin des années 1990 par Jean-Louis Rollin, sculpteur bleurvillois. La sculpture est installée sur la place de la Mairie.
- Le chemin des Espagnols : situé sur le finage de Bleurville proche de la Grande-Croix, le chemin des Espagnols constitue une portion de voirie vicinale empruntée au XVIe siècle par les troupes de Charles Quint, venant de Franche-Comté, qui se rendaient dans les Pays-Bas espagnols en traversant le duché de Lorraine et de Bar. On rencontre cette dénomination de "chemins des Espagnols" dans d'autres communes en Lorraine et en Franche-Comté.
- Monuments commémoratifs :
  - Monument aux morts[61],
  - Plaque commémorative de fondation d'une confrérie des morts[62],
  - Plaque commémorative de fondation d'une messe[63],
  - Plaque commémorative de fondation[64].
- On peut encore voir des anciens réduits à cochons aménagés dans la seconde moitié du XIXe siècle (rue Saint-Pierre, rue du Creux-Châlot), témoins d'une activité agricole florissante. Autres témoins de la vie rurale et du développement économique au XIXe siècle, les plaques de cocher rue de Monthureux, rue du moulin, rue Saint-Pierre, rue de l'église et rue de Frain, destinées à indiquer la route aux voituriers et autres cochers de diligence.

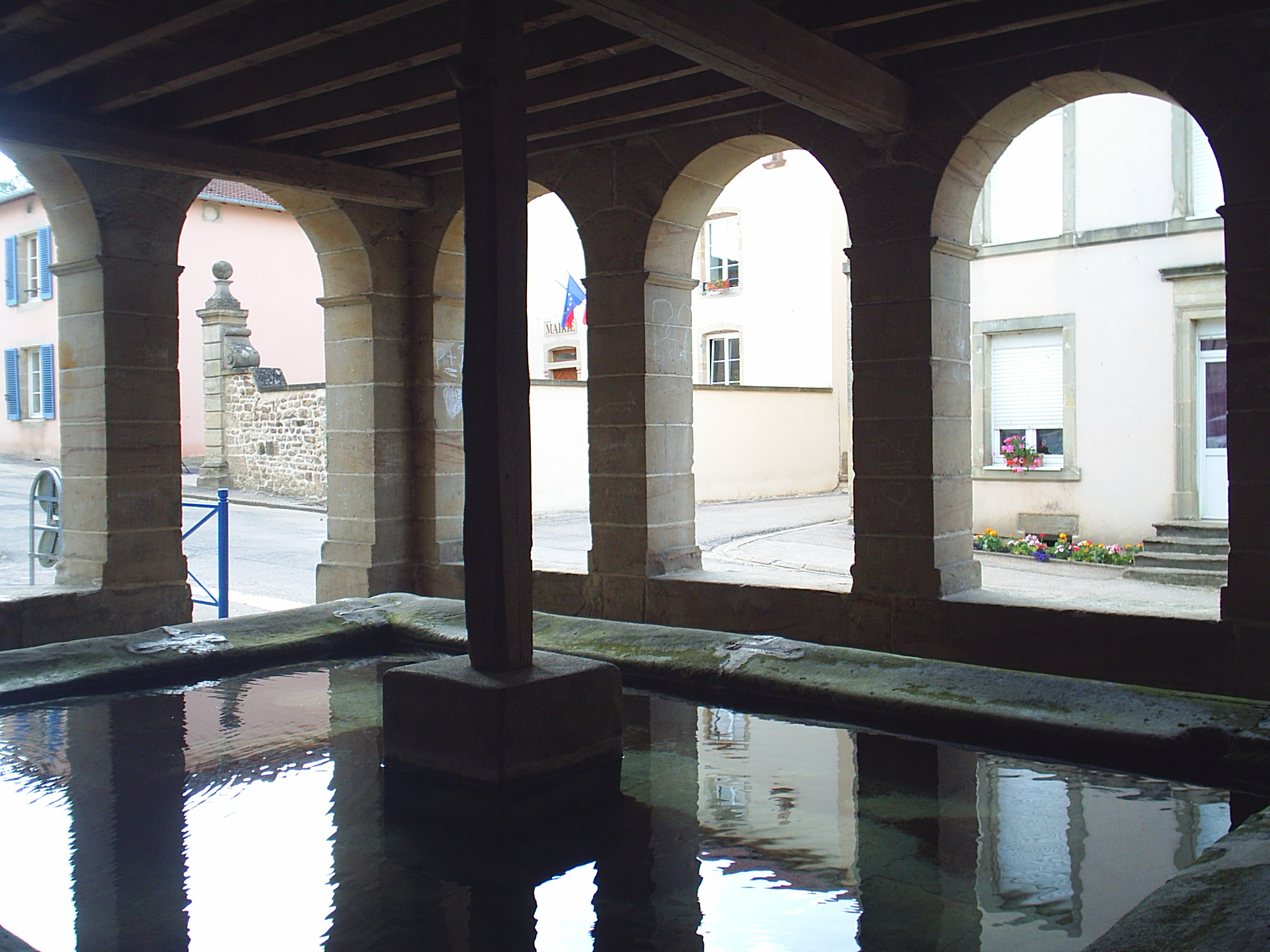
Lavoir (XIXe siècle) rue du Moulin.
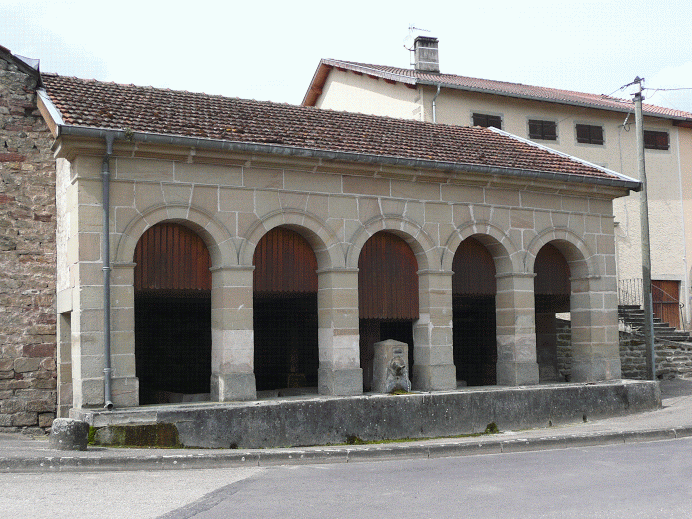
Lavoir à arcades.
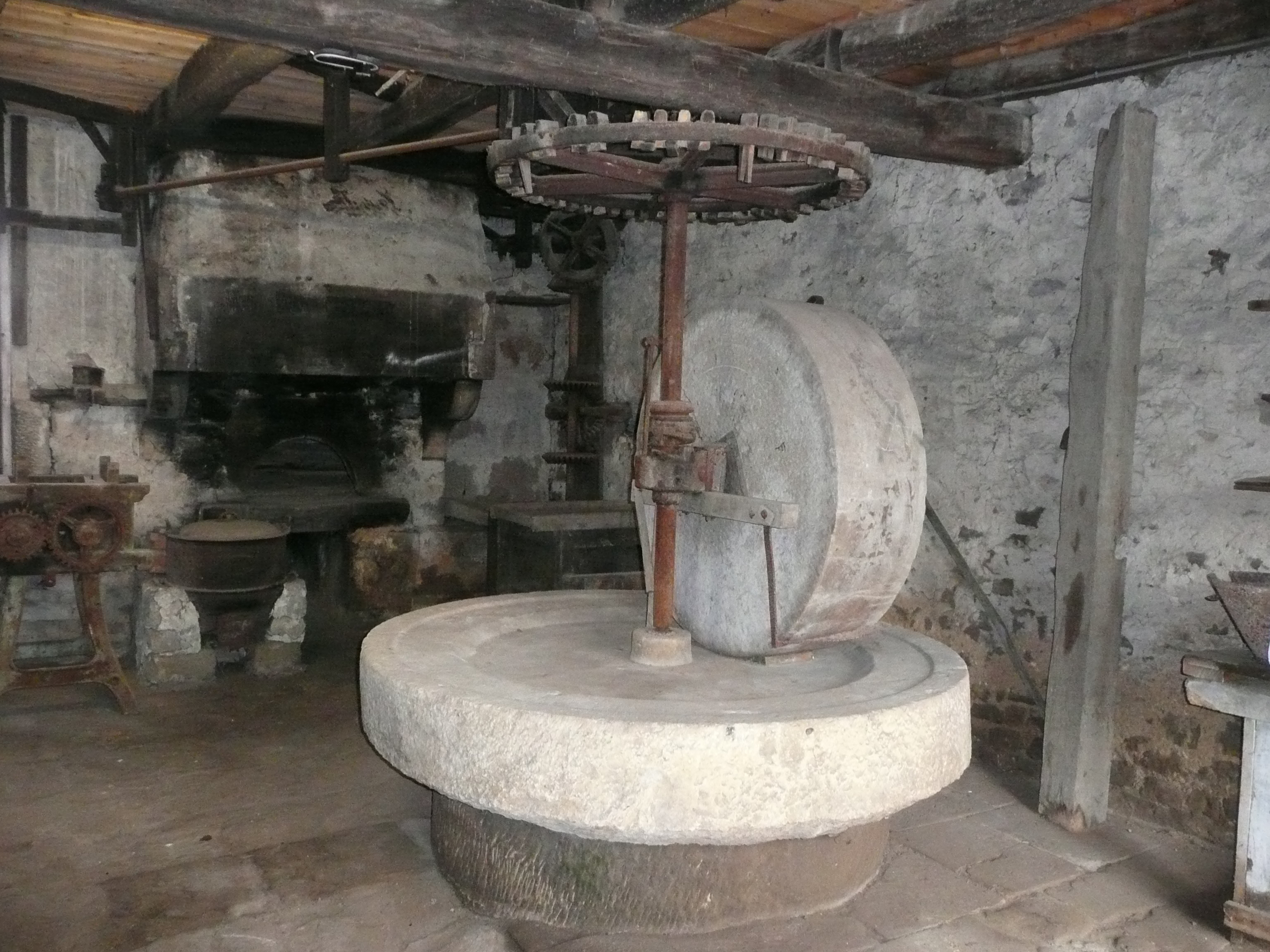
Moulin à huile.
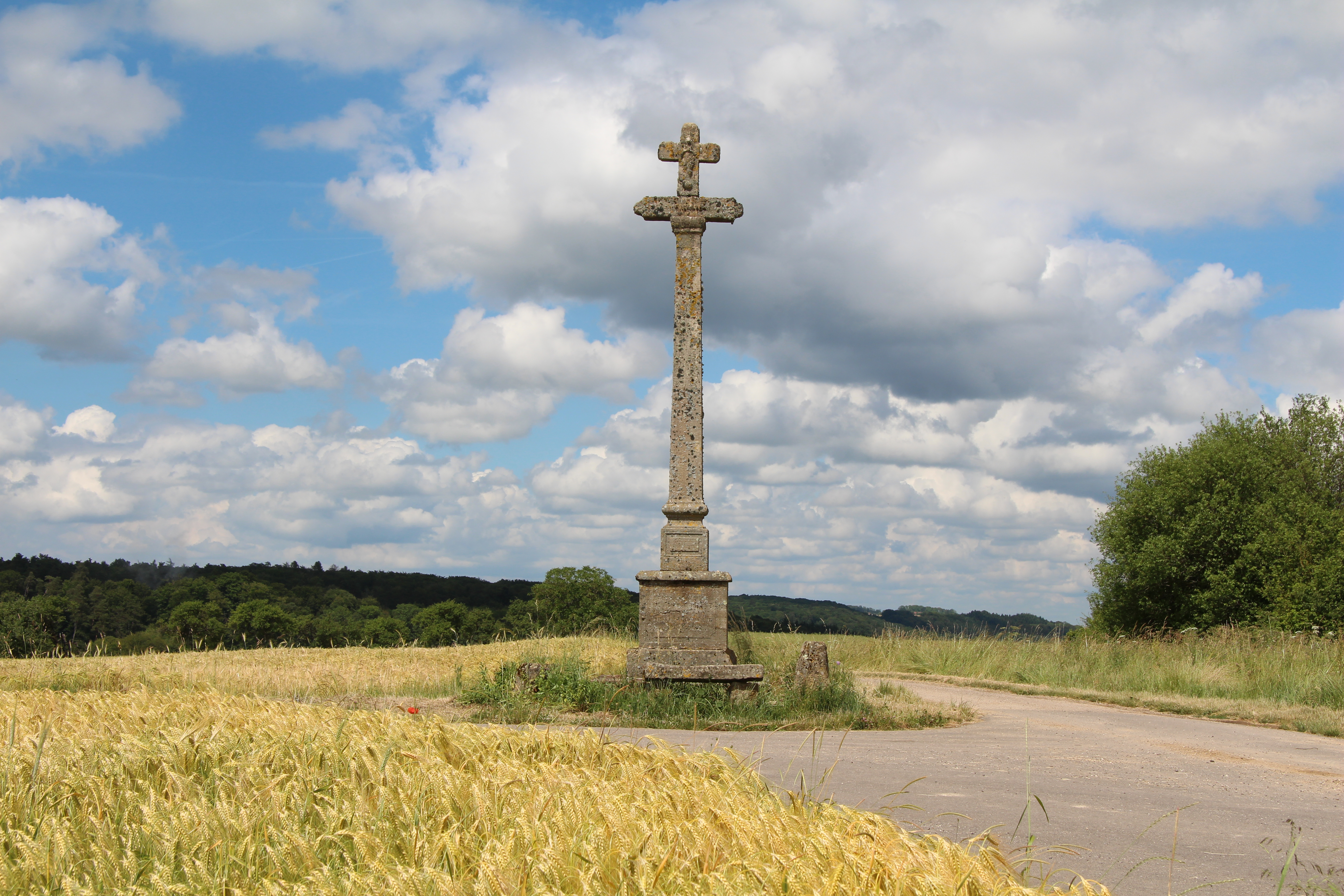
Croix Jean-Belosse.
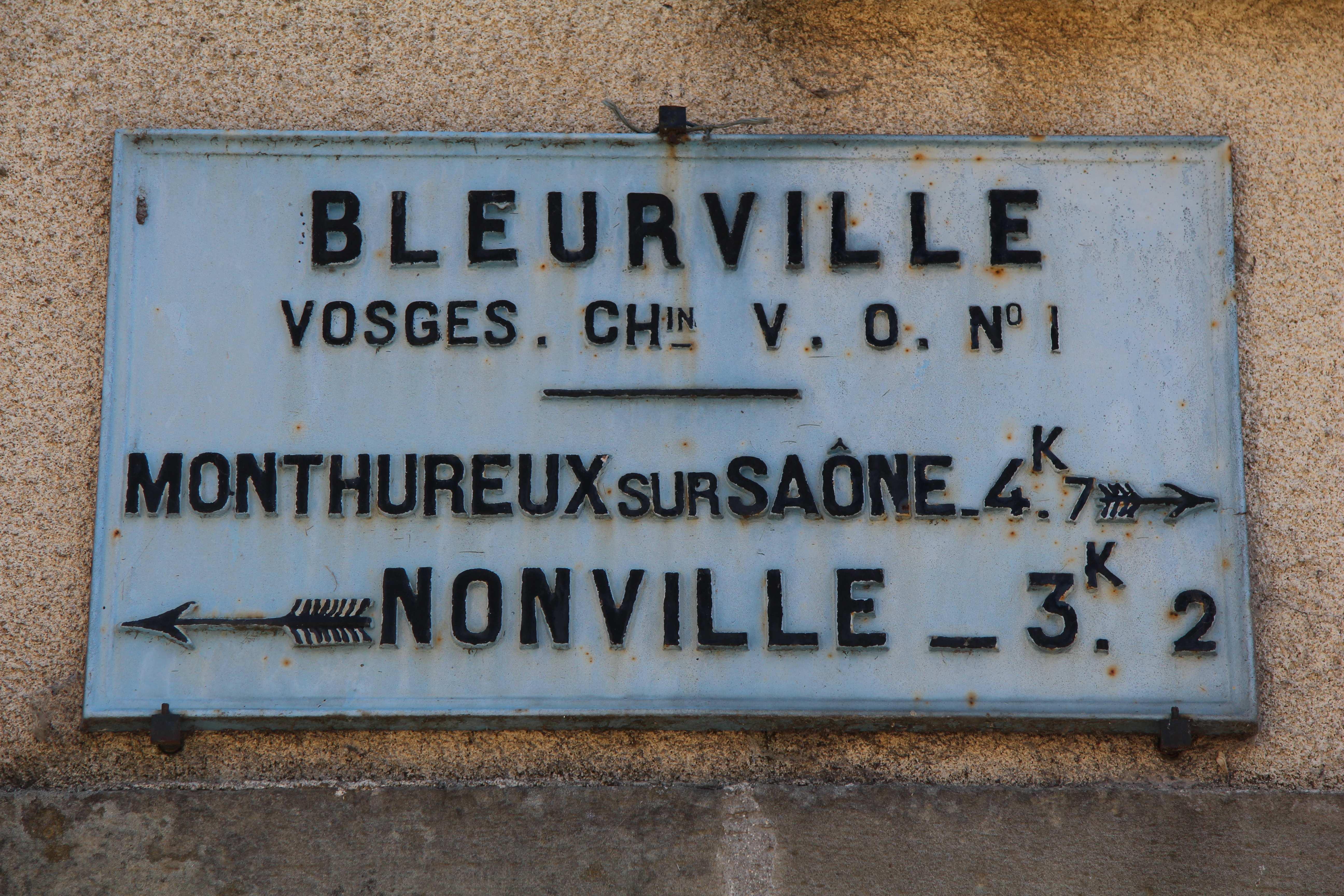
Plaque de cocher, rue du Moulin (XIXe s.).

### Sobriquet des habitants
Les habitants de Bleurville étaient affublés jadis d'un sobriquet : les Buzenets. Ce « blason » populaire faisait référence aux meurtres perpétrés dans les années 1760 par le dénommé François Buzenet ; affaire qui a profondément marqué les esprits locaux au point d'attribuer ce nom patronymique aux Bleurvillois et de leur faire porter collectivement la responsabilité de ces meurtres sordides.[réf. nécessaire]

### Héraldique
| Blason de Bleurville | Blason  | De gueules à la couronne de chêne feuillée de huit pièces d’or, fruitée de huit glands de sinople, tortillée en couronne d’épines, au chef cousu d’azur chargé d’une crosse abbatiale contournée aussi d'or et d’une hache contournée du même passées en sautoir, à la croisette pattée de gueules brochant sur le sautoir.                                                               |
| Blason de Bleurville | Détails | Ce blason est utilisé par la commune depuis 1997. Les feuilles et les glands symbolisent le « Chêne des Saints », arbre multiséculaire planté sur le territoire de la commune. La crosse et la croix pattée rappellent l’abbaye Saint-Maur, et la hache, le travail du bois et l'importance de la forêt sur le territoire de Bleurville. Le statut officiel du blason reste à déterminer. |

## Pour approfondir